# クローン・トルーパー

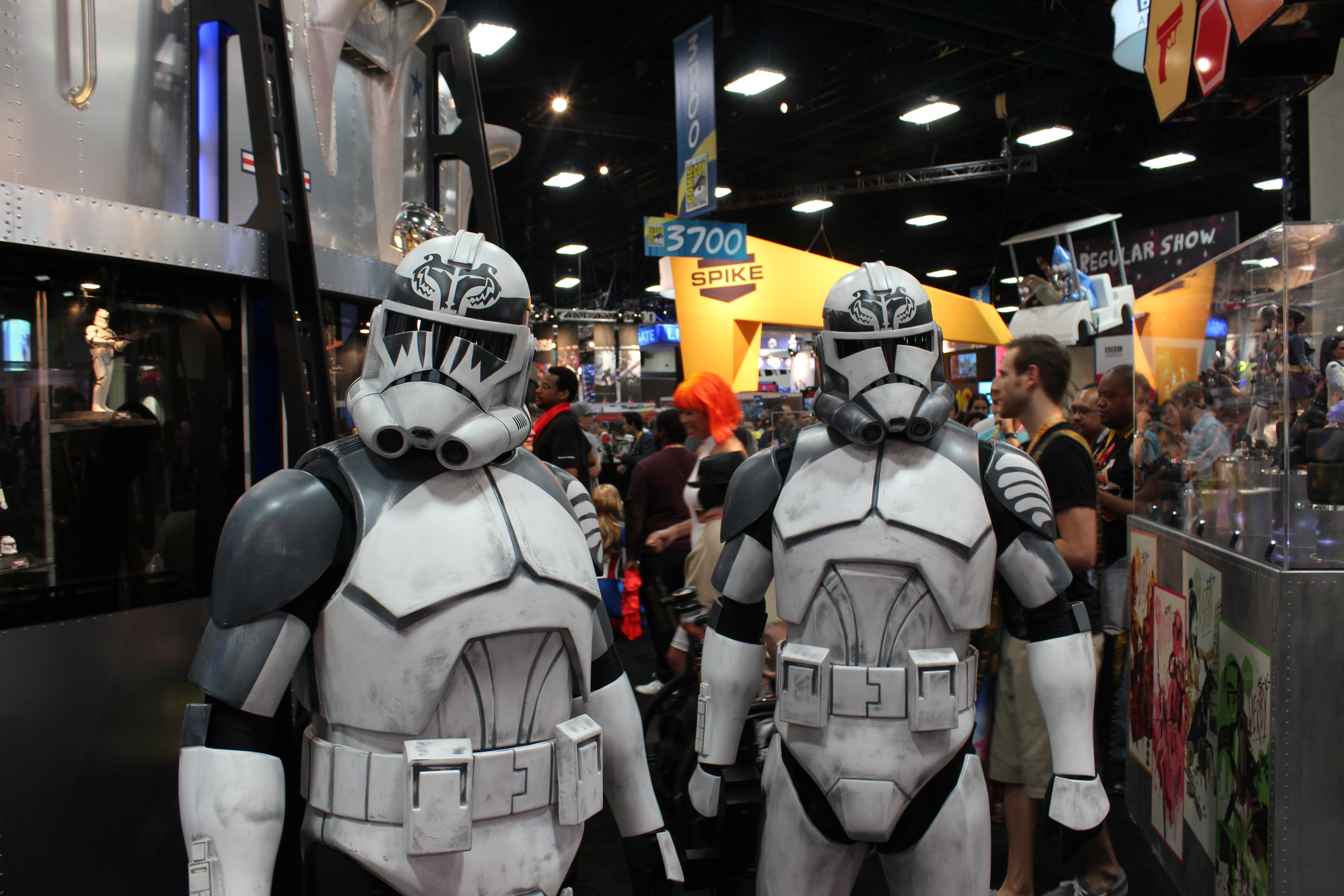
クローン・トルーパー（第104大隊・ウルフパック）のコスプレ

クローン・トルーパー（Clone trooper）は、アメリカのSF映画『スター・ウォーズシリーズ』に登場する架空のクローン兵士である。銀河共和国軍の兵士で、後の銀河帝国軍のストームトルーパーの前身でもある。実写映画版では声及び素顔の場面を、クローン元である賞金稼ぎ「ジャンゴ・フェット」を演じたテムエラ・モリソンが演じた。『スター・ウォーズ/クローン・ウォーズ』及びその続編に当たる『スター・ウォーズ/クローン・ウォーズ (テレビアニメ)』ではディー・ブラッドリー・ベイカー（日本語版:金田明夫）が声を担当している。

## 概要
銀河共和国から最新鋭の兵器・艦船・戦闘機・装備を与えられ、ジェダイ将軍の率いるクローン・トルーパーはクローン大戦中、銀河系の各地で行われた数多くの戦いで、煩雑な指令系統を持つ共和国軍を勝利に導き、銀河史上屈指の軍隊と内外に広く認識された。しかしそれと同時に、銀河史上稀に見る戦いの傷跡を銀河系の各地に残した。

### 特徴
成長したクローンは遺伝子のホストであるジャンゴ・フェットとまったく同一の容貌・体型を持ち、幼少期から成人するまでの間に様々な軍事訓練を施されている。同じ素体を基に生産されたため、全個体が軍人として一定以上の水準に適しており、さらに専門性の高い訓練を個体ごとに行うことで様々な環境に対応した兵士を生み出せた。また、遺伝子に調整が加えられており、生産性向上のため通常の人間の2倍の速度で成長する。そのため、10年の歳月で実戦投入が可能であった。さらに、脳にはバイオチップが埋め込まれ、反乱を起こさぬよう独立心や自我を極端に抑制されて作られている。それゆえ初めてその存在が明らかにされた当初は、どのような命令にも疑うことなく従うと思われていた。また知力や独創性にも優れ、通常のドロイドとは比べ物にならないほど優れた状況判断力を持っている。一方で、ドロイドとは違い生きた人間のため負傷による治療や病気などの欠点は通常の生物同様に見られたが、血液や臓器などの代替品は共通のものを生産・準備すればよいという利点があった。同様に同じ人間のクローンであるために同じ規格の武器や兵器、装備品を大量に生産できた。
以上のことから、クローン・トルーパーは皆、全くの無個性であると考えられがちだが、自我を抑えられて作られていても人間であることに変わりないため、後述されている通り従順性に捉われない柔軟な思考を旨とし、それぞれ任務に応じて特別な訓練を受けた兵員も生産された。また、指揮官クラスの兵士たちは、より自我の操作が緩やかに設定されているため、個別の訓練や戦闘経験などを通して生じたであろう能力や思考における明らかな個体差が見て取れる他、それぞれ愛称で呼ばれ、個体の識別を主目的とはしながらも、独自に髪型や刺青による他の個体との外見の差別化を図る者も存在する。これらは戦争の長期化に伴い、一般のクローン・トルーパーにも広まり、一般兵も含めた多くのクローンが独自の名前を持ち、装甲服のカスタマイズや髪型・刺青による他の個体との差別化を広く行うようになる。さらに戦場ではジョークを飛ばし、酒場では酒に酔いながら陽気にダンスを踊り、兵舎では意見の違いから取っ組み合いの喧嘩をするなど、戦争が長期化した結果、各地の戦場を渡り歩き様々な経験を積んだ個性的なクローンが一般兵も含め数多く出現することになる。中には戦功を上げて昇進した者（CT-65/91-6210、通称デヴィス）や失態を演じて降格された者（CT-55/11-9009、通称ジャイガラー）、戦闘ストレス反応やPTSD、重度の外傷等が原因で非戦闘部門に配属替えになった個体も存在する。また、クローンたちはお互いのことを「兄弟」と呼び、敵対するドロイドのことは「ブリキ野郎」と呼んでいた。
自我の抑制が強められているはずの通常のクローンたちの多くが個性を持ち、人間と変わらない自我を持つようになったことに関して製造元であるカミーノの科学者たちは、指揮官であるジェダイたちの影響が大きいと推察している。実際にカミーノでクローンの訓練を監督しているジェダイ評議会マスターのシャーク・ティやジェダイの長老であるヨーダなど、様々なジェダイが部下となったクローンたちにジェダイとしての訓示を教えており、これに影響されたトルーパーも多い。また、無意味な犠牲を伴う無計画な命令をする上官がいればそれに異を唱え、命令に従わないトルーパーが一般兵の中でも増え、ほとんどのクローンが自分たちを名前ではなく認識番号で呼ぶ者に対して不快感を覚えるようになるなど、クローンの強みであった独創性が刺激されることにより人間と変わらない自我と個性を持つクローンが増加する要因となった。これについてカミーノの科学者達は自我の芽生えにより独自の判断をするクローンが増えることを危険視しており、実際にジェダイ・ナイトのアナキン・スカイウォーカー率いる第501大隊とその師であるオビ＝ワン・ケノービが率いる第212大隊のクローン兵たちは現場のクローンたちの判断だけで裏切り者の可能性のあるジェダイ将軍の指揮官権限を剥奪し、戦闘の末逮捕・処刑するなど、独自の判断で動く部隊も現れている。また、上記以外にも後述する「オーダー66」に関係なく、ジェダイ将軍や軍上官の行動を叛逆行為と判断したり、彼らがクローンの生命に関わる危害を加えている場合にはクローン・コマンダーをはじめとする現場のクローン独自の判断でジェダイに対する逮捕・処刑命令を出すこともあった。ほかにも、共和国やジェダイの体制に疑問を抱き、敵に内通して情報を流した個体や、兵士としての責務に疑問を感じ軍を脱走した個体も複数存在する。ただし、共和国時代はクローンの脱走兵の処分に関して寛容であり、コマンダー・ウォルフ指揮下の部隊には元・脱走兵で結成されたクローン分隊も存在した。共和国を裏切ったクローンであっても、兄弟たちへの忠誠心は揺らぎなく、それがクローンの最大の強さであり欠点でもあるとアニメ『スターウォーズ バッドバッチ』で語られている。
納得できない命令への反発は帝国樹立直後に急増し、オーダー66での自分たちの行動や帝国の圧政に納得できなかったクローンの多くが命令違反や上官の殺害、無許可離隊など帝国に離反する行動をとることになる。この事態は軍上層部とターキンの頭痛の種となり、クローン兵廃止・退役と徴兵制度「ストーム・トルーパー法案」を推し進める要因の一つとなった。また、ターキンはクローン兵団の個性の芽生えをジェダイが原因であると考え、その独創性や自己判断力の優秀さは認めつつも、圧政と服従を是とするターキンにとって、クローン兵団は邪魔な存在でしかなかった。その為、ターキンは早い段階で自身の護衛をストームトルーパーに置き換え、無個性な装甲服を着用する従順な人間の軍隊創設を推し進めた。退役したクローン兵の多くは、クローンの人権を訴えてきた惑星パントラのライヨ・チューチー元老院議員とキャプテン・レックス率いる反帝国運動組織「クローン・アンダーグラウンド」の手引きによってパントラに移住した。
クローンを製造する段階で遺伝子的な調整をほぼ受けていないクローンが2体製造されている。一人は年齢の加速を含めた調整を一切受けていないジャンゴの純粋なクローンである『アルファ』。後にボバ・フェットとして知られる個体である。そして彼の兄妹となるもう一体のクローン『オメガ』は一部遺伝子配列をいじられておりジャンゴのクローンでありながら女性として生まれた。少女は戦術家としての才を発揮し、帝国樹立後にクローン・コマンドー部隊『クローン・フォース99』と共に軍を脱走している。

### 訓練・戦闘能力
クローン・トルーパーを製造したのはカミーノの技術者たちだが、彼らは軍事への知識が薄く、クローンへの訓練には遺伝子のホストであるジャンゴ・フェットを中心に彼の同業者である賞金稼ぎの傭兵やフェットと同じマンダロリアンの戦士たちで構成された分派組織「ジャーニーマン・プロテクター」が雇われた。彼らはクローンたちに軍事技術だけではなく賞金稼ぎや傭兵、マンダロアの歴史・言語・流儀なども教えており、これに影響され個性的な思考・流儀を持つようになったクローンもいる。戦争がはじまると、教官やマンダロアの戦士たちの多くは活動の場を訓練場のみに留めず、教え子であるクローンたちと戦場で共闘するようになる。ジャーニーマン・プロテクターはクローン戦争終結後、引き続き帝国と手を結び恭順の姿勢を示していたが、生き残りのジェダイ・ケイナン・ジャラスとマンダロリアンの少女・サビーヌ・レンが強引な方法で取引を行い、プロテクターたちは反乱同盟軍の協力者となる。
元の素体となったジャンゴの潜在能力の高さや傭兵たちに10年間の戦闘訓練を受けている点からその戦闘技能・技術は後述する個体を除き総じて高く、専門職じゃない一般のトルーパーでもある程度の戦車や宇宙船、スターファイターの操縦・整備を行えたほか、銃器も様々な種類に対応が可能だった。さらに、様々な環境に瞬時に適応できるよう訓練を積んでおり、ジェットパックを使用した空中戦から水中での戦いまで、戦闘要員である全トルーパーが対応可能であった。戦術に関しても常識にとらわれない柔軟な思考で数々の戦いを勝利に導いており、クローン・コマンダーなどの指揮官クラスの戦術はジェダイ評議会のメンバーも信頼を置き、彼らの立てる作戦に従うことも多かった。戦闘技術の高さに関しては、並みのジェダイ・ナイトやパダワンが相手であれば分隊規模で制圧も可能であったほか、共に長年戦ってきた影響でジェダイを知り尽くした彼らは戦術次第で高位のマスタークラスのジェダイを制圧することも可能であった。レックスのような士官クラスのクローンはパダワンとの戦闘訓練でジェダイ相手に勝利したものもいる。
一方、大量生産の弊害から戦闘を行う水準に達していないクローンも一定数生まれていた。彼らは軍医や衛生部門、整備部門に配置されている。最前線を知らない彼らは一般のクローンより死に対する恐怖心も強かったが、それでも戦闘に巻き込まれれば武器を手に取り仲間と共に最前線で戦うこともあった。

### 装備・編成
装備
クローン戦争終戦までにクローン・トルーパーは約320万ユニット製造され、銀河共和国軍に編成された。彼等は互いの認識を目的とした認識番号を持ち、左手首には詳細な情報が読み取れる識別コードが埋め込まれていた。装備としては、通常装備として銃身の長い長距離用ライフルであるDC-15Aブラスター・ライフルや銃身の短いDC-15Sブラスターを使用。射程はDC-15Aが優れていたが、取り回しが便利な点からDC-15Sを好んで使用するクローンが多かった。また、DC-17ハンド・ブラスター・ピストルを使用するクローンも多く、特に階級の高いクローン兵やARCトルーパーは2丁拳銃として使用する傾向にあった。これは、遺伝子ホストのジャンゴの影響が大きい。また、腰のベルトには手榴弾や対ドロイド用の電磁パルス・グレネード、高所に登る際に使用するブラスター取り付け式のアセンション・ケーブル、近接格闘時に使用する折り畳み式のタクティカルナイフが装備されていた。その他、戦場や部門、個体ごとに狙撃銃やロケットランチャー、Z-6回転式ブラスター砲など、様々な銃器を扱っている。
防護服としては、コムリンクや呼吸補助装置が内蔵された白いヘルメットをかぶり、黒い温度調整ボディ・ローブの上に、それぞれの体形に合った20ピースの白い装甲服を着用している。クローン大戦初期には、装甲服のペインティングによって階級が表されており、下から順に、緑が軍曹（サージェント、分隊長）、青が中尉（ルテナント、小隊長）、赤が大尉（キャプテン、中隊長）、黄が中佐（コマンダー、大隊長）であった。しかし戦争が長期化するにつれ、ペインティングによる階級制度は廃止となる。装甲服に施されたペインティングは所属部隊を表すようになり、さらに装甲服などの標準装備も改良され、様々なクローン・トルーパーの兵科や特色ある装甲服の部隊が創設された。代表的な部隊としてはキャプテン・レックスが指揮する、装甲服の随所に青い装飾の施された「第501大隊」、首都惑星コルサントの防衛・治安維持を主任務とし、時にはパルパティーンの警護を行う赤いペインティングの施された、クローン・コマンダー・サイアの指揮する「ショック・トルーパー」等がある。
装甲服は、クローン戦争初期には「フェイズIクローン・トルーパー・アーマー」が使用された。カミーノで製造されたこの装甲服はジャンゴ・フェットが身に着けていたマンダロリアン・アーマを参考に設計されており、宇宙空間において一定時間の戦闘を可能にする生命維持装置のほか、コンピューター内蔵のT字型バイザー、通信装置、重力発生装置、通信妨害装置が内蔵されており、装甲も頑丈に作られていた。また、腰のベルトには弾薬や手榴弾、電磁パルス・グレネード、アセンション・ケーブル、折り畳み式のタクティカルナイフのほかに、軍用双眼鏡や携帯用非常食なども備わっていた。しかし、カミーノの職人たちは人間工学を熟知しておらず、着心地や重さの面で欠点を持つアーマーでもあった。そのため、クローンたちの間では「ボディ・バケツ」と揶揄されることも多かった。
戦争中期になると、試作品のARC・トルーパー・アーマーより得られたデータをもとに設計された「フェイズIIクローン・トルーパー・アーマー」が誕生し、すべてのクローンが身に着けるようになる。この装甲服は人間工学をもとに設計されており、軽量化や多種多様なカスタマイズが可能な点などフェーズIの欠点の多くを改善した。しかし、軽量化に伴い生命維持システムが外されたため、宇宙空間では外付けの呼吸装置を装着しないと短時間しか真空空間に耐えられない欠点も生まれた。しかし、任務に応じて外付けの装置でカバーできる点から、この点を加味してもクローンたちの間で高い信頼と評価を得たアーマーであったが、キャプテン・レックスのように頑丈なフェーズIの設計を評価しているクローンもおり、レックスはフェイズIの装甲服を分解し、大部分をフェーズIIに溶接した改良型装甲服を使用している。後のストームトルーパーは、クローン・アーマーをもとに設計されたストームトルーパー・アーマーを身に着けているが、視野が狭くなるヘルメットや着心地など多くの性能でクローン・アーマーより劣る性能となっており、レックスはストーム・アーマーを「クローン・アーマーに遠く及ばない劣化品」と評している。
クローンには装甲服のほかに軍服や私服も支給されており、クルーザーで働く宇宙軍士官や前線以外の場所で過ごすトルーパーは軍服で過ごすトルーパーも多くいた。また、指揮官クラスのクローンは平時や指揮所から前線に指示を出す場合は装甲服を外して軍服でいる場合も多かった。
編成
銀河元老院最高議長が司令官を務める「共和国軍」は、共和国地上軍と宇宙軍からなる。地上軍には3,200,000ユニットのクローン・トルーパーが所属し、10個星系軍からなる通常軍と特別軍からなっている。通常軍と特別軍はそれぞれ別の戦闘序列により編成されている。星系軍はジェダイの最高将軍1名が指揮する2個のセクター軍（方面軍）からなっており、総兵力は327,680人である。セクター軍はジェダイの高位将軍1名が指揮し、4個のコープスによって構成されている（総勢163,840人）。コープス（軍団）はクローン・マーシャル・コマンダー（クローン・コマンダーの最上位階級）及びジェダイの将軍各1名が率い、4個レギオンからなっている（総勢40,960人）。レギオンはシニア・クローン・コマンダー及びジェダイの将軍各1名が指揮し、4個レジメントからなっている（総勢10,240人）。レジメント（連隊）はクローン・コマンダーが指揮し、4個バタリオンからなる（総勢2,560人）。バタリオン（大隊）はクローン・トルーパー・メージャー（少佐）1名が率い、4個カンパニーからなる（総勢640人）。カンパニー（中隊）は大尉（キャプテン）1名が指揮する4個小隊からなる（総勢160人）。プラトーン（小隊） は中尉（ルテナント）1名が指揮する4個分隊からなる（総勢40人）。分隊は軍曹（サージェント）1名が率いる9人のクローン・トルーパーからなる。
特別軍はARCトルーパー等、独立心の強いクローン・トルーパーたちで構成されており、彼らはジェダイ抜きの特殊作戦に投入されていた。編成は特別作戦ブリゲード（SO BDE）を最上とし、ジオノーシスの戦いの1年後までに10個のバタリオンで創設され、ジェダイの高位将軍アーリガン・ゼイが指揮する20のコマンドー・グループ（総勢10,000名）で構成されている。コマンドー・グループはバーダン・ジャシクや後にはエテイン・ター＝マカンのようにジェダイの将軍が指揮を執っており、5個カンパニーからなる（総勢500名）。カンパニーは5個トループ（総勢100名）からなり、トループは5個分隊（総勢20名）からなり、分隊は4名の兵士からなる。 軍の編成はクローン大戦を通じてほとんどが変化しておらず、後の銀河帝国へとそのまま引き継がれている。

## ストーム・トルーパーとクローン・トルーパーの違い
ディズニーの買収劇後に新たに制定されたカノン（正史）の設定では、クローン・トルーパーとストームトルーパーは別の存在であり、クローン軍はクローン戦争終結後ほどなくして解散・退役、ストーム・トルーパーは徴兵や帝国アカデミーを卒業した非クローンの人間の男女で構成されている設定となっている。ただし、帝国軍内においても一般的には認知されていないほど少数ではあるが、銀河内乱（エピソード4）以降も軍部に在籍していたジャンゴのクローンの存在が確認されている描写もある。
レジェンズ（非正規）では当初、ストーム・トルーパーの中身はクローン人間であるという表記がなされており、媒体ごとに設定のばらつきも見られた。作品の中にはストーム・トルーパーはクローンと人間の混合部隊であり、特にベイダー配下の部隊はクローンのみで構成されている設定も存在した。ディズニー買収後に設定が一新された現在は、クローン大戦当時のジャンゴ・フェットのクローンは全員退役している設定に変更され、映画公開当時、クローンとして設定集に紹介されたストーム・トルーパーは一般的な人間男性、または女性に設定が変更されている。
例として、「エピソード4」にてデス・スターでハン・ソロたちによってストーム・トルーパーに変装するために気絶させられた「TK-421」は、2002年発売の「Star Wars Trading Card Game」にてクローンと紹介されていた。しかしディズニー買収後のカノン設定では一般的な人間男性として紹介されており、2017年に発売された著書『ある視点から見た物語』（原題:From a Certain Point of View）では高級将校と同性愛の関係だったこと、ハン・ソロに装甲服を奪われる際に殺害されていたことが明かされている。また、ジャンゴ・フェットやクローンの癖である『ドアに頭をぶつける』シーンで有名な「エピソード4」のストーム・トルーパーも一般的な人間男性に設定が変更され、著書『ある視点から見た物語』ではタトゥイーンでベン・ケノービにマインドトリックをかけられたTD-110と同一人物であることが明かされている。また、ドアに頭をぶつけた理由は「何故、タトゥイーンで老人を調べもせずに行かせてしまったのか」について思案していたという理由に変更された。彼は銀河内乱を生き残り、30年後にはファースト・オーダーの指揮官の一人となっている。
映像作品では『スターウォーズ 反乱者たち シーズン2』にて、クローン・トルーパーは『エピソード4』より5年前の時点では全員退役済みになっていることが明かされる。
他の違いとして、クローン・トルーパーは軍務中でもヘルメットを取ることを許可されており、作中でも素顔を晒しているシーンが多い。また、それぞれが髪形や装甲服をカスタマイズしており、認識番号ではなく名前で呼ばれることを好んでいた。そして、お互いのことを「兄弟」と呼び、仲間の命を救うために命を懸ける一面も描かれている。訓練の過程でも負傷兵を置き去りにした班は即失格となり訓練中止となるほど、クローン同士の絆は強固であった。一方で、ストーム・トルーパーは軍務中にヘルメットを取ることは許可されておらず、装甲服も基本的に統一されていたほか、アカデミー入学以降は軍務に就いて以降も名前ではなく認識番号で呼ばれていた。また、アカデミーの厳格な訓練により、個性を排除して仲間の犠牲も厭わず戦い続けるようプログラムされた。このように、同じ遺伝子を持ち、一見して個性のないように見えるクローン・トルーパーが個性を求めた一方で、ストーム・トルーパーたちは人間でありながら個性を廃したドロイドに近い存在として描かれることもある。
また、装甲服に関してもクローン兵のレックスはストーム・トルーパーのアーマーの脆弱性を指摘しており、「クローン・アーマーとは比較にならない粗悪品」と評している。クローンとストーム・トルーパーは訓練課程にも違いがあり、クローンは生まれてから成人するまでの10年間を訓練に費やすほか、その訓練教官をマンダロリアンを中心とした傭兵たちが務めていた。一方で、ストーム・トルーパーは一般からの志願・徴兵制のため訓練期間は短く、帝国アカデミーにて専門の軍事教官から訓練を受ける一般的なスタイルがとられていた。これは、クローン軍を製造したカミーノアンが軍事知識に乏しかったことからクローンの元となったジャンゴ・フェットが紹介したことが訓練の傭兵起用に繋がっている。

## 歴史

### 誕生
『エピソード1』におけるナブーの戦いにてシスの暗黒卿が密かに復活・暗躍していたという事実に対し、ジェダイ・マスターのサイフォ＝ディアスはこの“見えざる脅威”から銀河共和国を守るために、辺境の惑星カミーノの銀河有数のクローニング技術を持つカミーノ人にクローン軍の製造を密かに発注した。当時ジェダイ騎士団と一定の距離を取っていたサイフォ＝ディアスは、極秘にこの計画を進めることを決意し、銀河元老院最高議長のシーヴ・パルパティーンにのみこの計画を打ち明けた。だがサイフォ＝ディアスはその後、親友であったはずのドゥークー伯爵に、彼がシスの暗黒卿となるための証明を兼ねて殺害されてしまう。しかし、計画は続行し「ティラナス」なる人物の斡旋で“銀河最強の賞金稼ぎ”と言われたジャンゴ・フェットから遺伝子提供を受け、それを元にクローンは製造されたのである。この「ティラナス」なる人物の正体はシスの暗黒卿となり授かったドゥークー伯爵の新たな名「ダース・ティラナス」のことであった。
パドメ・アミダラ議員暗殺未遂事件の首謀者を追跡していたオビ＝ワン・ケノービは事件究明のために訪れたカミーノで偶然にもクローン軍団の存在を発見し、報告を受けた銀河共和国とジェダイ・オーダーには衝撃が走った。折りしも軍隊創設案が提言されている中で独立星系連合の武力行使の可能性が急速に高まったため、共和国はクローン軍団をもって共和国軍を編制して惑星ジオノーシスに派兵。以後3年間続いた銀河規模の戦闘は「クローン大戦」と呼ばれる事となる。

### クローン戦争
約3年間にわたる銀河共和国創設以来の大規模大戦はクローン・トルーパーの名前から「クローン戦争」と名付けられ、この戦いは銀河系全体に歴史的にも物理的にも大きな爪痕を残すことになる。初陣となる「第一次ジオノーシスの戦い」では第1世代のクローン・トルーパー約20万ユニットの殆どが実戦投入され、それから間もないうちに更に100万ユニットが訓練を終え共和国軍に編成される。製造開始から終戦までの13年の間にクローン・トルーパーは第1世代も含め約320万ユニット製造・訓練され銀河各地に派兵されていく。
この戦争でクローンたちは共和国と軍属となったジェダイたちに忠誠を誓い、共和国のために命を捧げていく。そんな彼らの忠誠心や優れた戦闘能力、戦略的な思考能力は共和国軍の上層部や多くのジェダイたちから尊敬と信頼を勝ち取った。また、クローンたちは上官となったジェダイたちと親密な関係となり、特に副官として隣に立つクローンの指揮官たちは、時にはジョークを飛ばし、時には命を助け合うなど、3年間の間で切っても切れない関係となる。ジェダイの中にはマスター・ヨーダやマスター・シャーク・ティのようにクローンたちにジェダイの教義や流儀に基づく訓示を伝授する者もいた。また、友人関係を築いたとはいえ、基本は上官であることもありジェダイに対して敬語で接することが多かったクローンたちだが、彼らの弟子であるジェダイ・パダワンに対しては違った対応をしていた。幼い子供であっても共和国よりコマンダー（指揮官）の階級を与えられているパダワンに対し、それでも一般兵を含めたクローンたちは彼らに対しタメ口や呼び捨てで接したりするなど、本当の友人のように接しているクローンが多かった。アナキンの弟子であるアソーカ・タノは、戦争初期の段階では第501大隊クローンたちから「アソーカ」や「お嬢ちゃん」「おチビさん」と呼ばれており、彼らにとっては上官以前に保護対象となっていた。そのため、戦場で彼女をかばったり、普段の生活でも何も知らない彼女に戦術のやり方や一般的なマナーなどを教えることもあった。しかし、やがて一人前の戦士となったアソーカは第501大隊のクローンたちに認められ、尊敬の念をもって「コマンダー」と呼び慕われるようになる。これは、彼女がジェダイを去った後も同様であり、一般人となった彼女に対して第501大隊や第212大隊の兵士は「コマンダー」と呼び慕っていた。彼女以外にも多くのパダワンがクローンたちと友人関係を築き、戦時において多忙なマスターの代わりにパダワンの訓練をクローンたちが監督・指導することもあれば、一緒にふざけていたずらをしたり共に悪ふざけをして上官のクローン・コマンダーやジェダイ・マスターに叱られるなど、同年代の子供同士のような交流を持っていたクローンも多かった。
共和国の国民も自分たちの代わりに戦うクローンたちに対して尊敬の念を抱いていた。突如現れたクローン軍団を共和国の民衆と元老院が疑問なく受け入れた背景には、戦争の10年前より最高議長となったパルパティーンが分離主義運動を裏で手引きし、民衆の恐怖を長年あおっていたところも大きい。ジェダイ評議会も避けられぬ戦争の中、共和国とジェダイに忠誠を誓い、ジェダイの命を救った優秀なエリート兵たちを受け入れた。
一方で分離主義者はクローン・トルーパーを人工的に生み出された醜き殺人機械として非人道的な共和国のやり方を批判。自分たちの作り出すバトル・ドロイドを人道的な存在としてアピールした。そして、戦争の長期化に伴い共和国国民たちも終わりの見えない戦争に批判的になり、ジェダイやクローンたちへの反戦主義運動が広がりを見せ始める。ジェダイ聖堂の前では平和の守護者としての信用を失いつつあるジェダイへの批判や、クローンの製造反対を訴える国民がデモを起こす事もあった。また、人道的な思想を持つ人々からもクローンたちが年齢的にはまだ10歳から13歳程度と、通常の人間の尺度で見れば少年や青年に過ぎないことが問題視され、当時の共和国のプロパガンダ・ポスターである「白い青年たちに応援を」に批判が集まりクローンの使用停止運動も行われた。
共和国の元老院議員や軍上層部の将校の中には、クローンを人間扱いせず物のように使い捨てたり差別発言をする者もおり、ジェダイ・マスターの中にもクローンをクリーチャーと呼び、蔑む者も現れた。クローンたちはそのような思想を持つ者たちを快くは思わなかったが、共和国のために彼らの命令に従い、彼らの命を守り、そして死んでゆくものも多かった。しかし、パドメ・アミダラをはじめとする議員たちやウルフ・ユラーレンなどの将校たち、そして多くのジェダイがクローン・トルーパーを消耗品ではない人間として彼らを捉え、彼らの人間としての在り方を尊重した。

### オーダー66
やがて来る戦争に備えて共和国とジェダイ騎士団のためにと、ジェダイのサイフォ＝ディアスが独断でカミーノ人に依頼して製造されたはずのクローン軍であったが、当初の依頼主であるサイフォ＝ディアスをドゥークー伯爵（ダース・ティラナス）が暗殺してクローン軍計画を横取りしてしまった時点で、すべてはシスの暗黒卿の壮大な計画の手中にあった。
サイフォ＝ディアスから計画を引き継いだと言う新たな依頼主となった「ティラナス」なる人物からの秘密裏の要望で、もしも万が一、ジェダイの騎士が暴走・反逆した際の保険として、クローン兵には緊急時に上官たるジェダイを攻撃対象に設定できるようにプログラムされた「バイオ・チップ」が製造段階で頭部に埋め込まれていた。これは、内容が内容ゆえジェダイ騎士団にも秘密にされた上でカミーノのクローン製造上層部は了承したが、カミーノ上層部もこの新たな依頼主「ティラナス」の正体がシスの暗黒卿であるドゥークー伯爵であることにも、共和国の最高議長であるパルパティーンまでもがシスの暗黒卿であることにも全く気付いていなかった。
このバイオ・チップを内蔵されているクローン・トルーパーたちは、大戦の終結時にダース・シディアスの発令した、ジェダイの大粛正「オーダー66」に忠実に従い、銀河に散らばり大戦で疲弊していたジェダイたちを殺害。約1万人いたジェダイは信頼関係を築いていたクローン・トルーパーによりほぼ壊滅させられた。（残ったジェダイはかなり少なかった）その後シディアスはこの粛正の理由を、ジェダイ騎士団が大戦に乗じて銀河を支配しようと謀反を起こしたためと偽り、共和国制の廃止と新たに自身を皇帝とする銀河帝国の樹立を宣言。帝国の支配体制下で、クローン・トルーパーは帝国軍の兵士として再編された。バイオ・チップの影響でクローンたちはジェダイを共和国を裏切った敵として認識していたが、時が経つにつれて一部のクローンは上官であり戦友であったジェダイを殺害したことに後悔の想いを抱くようになり、バイオ・チップの存在に気付いた者は自発的に除去手術を行う者もいた。
元老院と民衆がジェダイ粛清に疑問を抱かなかったのは、戦争の中でパルパティーンがホロネットによる報道をひそかにコントロールすることで、ジェダイへの恐怖心をあおり、最高議長と、彼の配下にあるクローン軍を恐れを知らぬ高潔な銀河の英雄として長らく報道し続けたところが大きかったと、晩年のパルパティーンの書記に記されていたことを、皇帝の死後にルーク・スカイウォーカーが発見している。
なお、この計画は幾度か未然に発覚する可能性を秘めていた。ダークサイドに堕ちた裏切り者のジェダイ・マスターのポング・クレルは第501大隊のクローン兵士たちによって逮捕・処刑される際に、フォースの予知夢で垣間見たジェダイの滅亡とそれがドゥークー伯爵や分離主義者以外の者の手で行われる光景をクローンたちに伝えていた。第501大隊所属のクローン兵タップはチップの不慮の故障から戦場でジェダイを殺害している。最終的にタップはこの故障が元で死亡し、その事件を追っていた第501大隊CT-5555・ARCトルーパー・ファイブスもパルパティーンの罠にはまり死亡したことによって計画はジェダイに知られることはなかった。この事件はその後もファイブスが死の間際に発した警告の言葉を耳にし、彼らの死に疑問を抱いた第501大隊指揮官のキャプテン・レックスを中心とした一部クローン兵により独自に調査が続行された。レックスと共に調査をしていた第501大隊クローン衛生兵のキックスは真相を突き止めた直後にドゥークー伯爵の罠にはまり誘拐され冬眠状態となり、それから発見されるまでの50年間もの時を冷凍保存された。また、別の事件ではジェダイ独自の調査により、ジャンゴ・フェットに遺伝子提供を依頼したティラナスの正体がドゥークー伯爵であることをジェダイ評議会が突き止める。しかし、この情報が発覚した時点で既にクローンの使用を止めることが不可能な程に戦争が深刻化していたため、ジェダイ評議会と調査にかかわったアナキン・スカイウォーカー以外には、他の多くのジェダイやクローン達を初めとする共和国軍、最高議長を含めた共和国上層部にも詳細は極秘とされた。また、真相が明らかにされた場合クローンが迫害・処分される可能性があった事や、ヨーダを含めた評議会のメンバー全員が命を何度も救われた恩からクローンたちを強く信頼しており、クローンたちと戦友以上の関係を築いていた事もこの情報が部外秘とされる状況を後押しした。この油断こそがシディアスの仕掛けた罠であり、最終的にジェダイは戦友であったクローンにより滅ぼされることになる。
クローン戦争終結の数日前、コマンダーに昇進したレックスは調査を続けていたが最終的にオーダー66の存在にたどり着けずダース・シディアスの命令に従い、元ジェダイのアソーカ・タノ殺害を迫られる。しかし、発動直後、バイオ・チップによる強制力に抗いながら最後の力でアソーカに「ファイブスを探せ」と伝えたことにより、アソーカはファイブスの事件の調査ファイルとレックスの残していた音声ファイルを入手。この情報をもとにレックスを捕縛し、彼の頭部からバイオ・チップを取り除く。直後に第501大隊の襲撃を受け絶体絶命の状況に追い込まれるアソーカであったが、バイオ・チップの影響から解放されたレックスの助けにより命を救われた。その後もレックスとアソーカは第501大隊のクローン達の殺害を避け、スタンモードやフォースで気絶させながらクルーザーからの脱出方法を探っていたが、このクルーザーに拘束され脱走していたダース・モールが機関部を破壊して逃亡したため、クルーザーに残った兵士たちは窮地に追い込まれる。アソーカとレックスは肩などを撃たれて負傷しながらも互いを守りながら逃亡を続け、ギリギリのところでファイターに乗り脱出。墜落によりクルーザーに乗っていたCT-5597 ジェシーや千人を超える第501大隊のクローンたちは全滅し、アソーカとレックスは死を装いオーダー66を生き残った。レックスとアソーカはクローン戦争の3年間を共に戦ったクローンのうち、当時アナキンと共にコルサントの防衛に当たるため別行動を取っていた本隊を除く全員を失い、悲しみの中、墜落現場の前に亡くなったクローン全員を埋葬。自身のライトセーバーをその場に供えて、墜落現場を去っていった。この墜落は、ダース・ヴェイダーにとっても、アナキン・スカイウォーカーの時に心を許せる数少ない仲間であった元パダワンに加え、第501大隊のクローン達の大多数を失ったことを意味した。クローン戦争終結から数年後、ヴェイダーはこの地を訪れ、供えてあったライトセイバーを回収している。

### 銀河帝国樹立後

#### ウォー・マントル計画とカミーノ破壊
銀河帝国の樹立とクローン軍によるジェダイ殲滅、ダース・ヴェイダーによる分離主義者の幹部抹殺、ドロイド軍の機能停止によりクローン戦争は終結した。ジェダイが殲滅されたことにより銀河は再びシスの支配下となり、シス卿ダース・シディアスがシーヴ・パルパティーン皇帝として銀河帝国のすべての実権を握った。共和国の軍事の主力であったクローン・トルーパーはオーダー66により発動された抑制チップによる影響により帝国と皇帝への忠誠を示し、各惑星への軍事的圧政や帝国の敵対者の殲滅や生き残りのジェダイ狩りに従事した。なお、樹立して数年の間は装甲服は以前のフェーズⅡクローン・アーマーのままであり、構成員もクローン戦争を生き抜いたクローンのみであった。
しかし、戦争が終戦したことにより、帝国にとってクローン兵の継続的な使用にデメリットが見え始めた。デメリットとしては『同じ遺伝子や見た目をしているが故に反乱組織への潜入任務が困難』『特定の遺伝子のみに作用するウイルス兵器が製造されるリスクがある』などである。特に最大のデメリットは『良質なクローン製造を維持する上での莫大なコスト』と『実戦投入までに10年もの月日を要する点』『成長加速により兵役期間が通常の兵士の半分の年数』という点であった。優秀な兵士とはいえ国家予算を圧迫するほどの資金がかかり、訓練期間の長さに対して兵役期間が通常の半分という短さであることは戦争という数年程度の短期間の軍務には適していたが、銀河全域を統治する数十年は続く軍務のために更に多くの兵士を必要としていた帝国にとって、クローン兵士はコストに見合わない投資であった。このため、クローン戦争終結直後にカミーノへのクローンの発注は中止された。
帝国軍のターキン総督はクローンを継続させなかった理由として一番に『製造・育成にかかる膨大なコスト』を挙げており、『スター・ウォーズ: バッド・バッチ』では、帝国樹立直後にターキンがカミーノを訪れ「銀河中から大量に集められ短期間で育成・投入できる徴兵制の兵士の方が、クローンを使用することでかかる費用・育成期間を現状の半分以下に抑えられ、兵役期間も長い」という理由から「クローンは徴兵された一般の兵士よりはるかに優れた戦闘能力やスキルを持つ」という点を認めつつ、クローンの生産打ち切りを依頼するシーンが描かれている。また、同時期にターキンは帝国軍将校のランパート中将と共に水面下で「ウォー・マントル計画」を進めていた。これは、徴兵や志願により集められた兵士を歴戦のクローン兵たちが育成・監督、または指揮官となることで人間の兵士による銀河史上最強の軍隊を作り上げる計画。その初期段階として、後のストーム・トルーパーのモデルとなる男女混成の志願兵部隊『エリート・スクワッド・トルーパー』がCT-9904クローン・コマンダー・クロスヘアーによって指揮され、ソウ・ゲレラ率いる反乱分子を殲滅したほか、各惑星の占領任務に従事した。彼らは通常のフェイズIIクローン・アーマーを灰色に染めた装甲服を身に着けていた。ターキンは彼らを率いたクローン兵士の指揮能力や技能を高く評価していたが、一方で戦争が終わり膨大な銀河を支配するために兵士を増員するには費用が莫大で成人までに10年の時間を要するクローン兵士の製造継続は過剰投資であるという考えは変わらなかった。ランパート中将もクローン兵の高い技能を認めつつ、「志願兵が持つ帝国への忠誠心」の方に重きを置いていた。
同時期に惑星・ダロの極秘の軍事基地ではクローン・コマンドーたち50名が招集され、帝国軍の新たな主力となるストームトルーパーの第1世代「TKトルーパー」の訓練教官を任された。銀河中から集められた一般的な人間による男女の志願兵で構成される非クローン部隊「TKトルーパー」は、第一世代としてダロで訓練された1000人のほか、カミーノ閉鎖に動員された大隊規模のTKトルーパー部隊が存在した。TKトルーパーはストーム・トルーパー・アーマーのプロトタイプを装備していた。彼らは戦闘技能こそ「クローンには及ばない」と言われていたが、銀河中から数多く徴兵でき、短期間の訓練で従軍可能なことから、時間も費用も必要なクローン兵に変わる主力戦力として期待された。クローン・コマンドーたちは彼らの訓練を担当していたが、自分たちの存在を脅かす存在でもある彼らにすべての技能を訓練することはなかった。後に、『TK』の名称はストーム・トルーパーの識別番号『TK番号』に引き継がれている。
「ウォー・マントル計画」が進んだことによりカミーノを必要としなくなった帝国は、カミーノのクローン工場を全て閉鎖。そこにいた科学者をTKトルーパーに拘束させ、逆らうものは皆殺しにした。そしてすべての設備を回収し、クローン部隊もすべて撤退させたのち、ランパート中将の命令でクローン部隊が操縦するヴェネター級リパブリック・アタック・シャトル3隻がカミーノの都市をすべて破壊。こうしてクローンたちの故郷であるカミーノは崩壊し、クローン・トルーパーの製造は完全に終了したのであった。拘束されたカミーノの科学者たちは帝国の新たな極秘プロジェクトに従事させられることになる。
同時期、コマンドー部隊「クローン・フォース99」も帝国のやり方に異を唱え軍を脱走。以降は傭兵として銀河全域で活躍し、カミーノに関連する事件にも関わる。また、惑星ライロスではクローン・キャプテン・ハウザーと彼の部下である標準的なクローン兵部隊の一部が抑制チップの影響下にありながらトワイレックの民を騙し惑星を占拠しようとする帝国のやり方に異を唱え、その場で別のクローン部隊に捕らえられている。これは、抑制チップがジェダイの抹殺命令には特化しながらも、帝国への忠誠に関しては一般のクローンでさえも反抗することができることを示していた。さらに、クローンたちの間では徴兵制導入によるクローンの存在価値についてや「オーダー66」の是非、帝国の圧政に対する疑問も増えていき、それに合わせてコマンダー・コーディのように無許可離隊をするクローン兵も増えていく。保身のために真実をゆがめる帝国将校のやり方を気に食わず命令無視をするクローンの指揮官も増加し、帝国将校の間でクローンの忠誠心と正義感は次第に邪魔なものへと変わっていく。

#### 徴兵法案「ストーム・トルーパー計画」と退役クローン兵の年金問題に対する審議
ランパート中将の指揮下のもとで行われたカミーノの惨劇は銀河全体に「カミーノの悲劇」として伝わるが、その内容は災害によるものとして伝えられた。また、帝国軍に連行されたカミーノ・アンたちは表向きには全員が死亡したことになっている。
この惨劇の事実を表に出さないために、ランパートは作戦に関わった全クローン・トルーパーの配置転換を行った。しかし、ランパートのこの行動が作戦に参加したクローン大隊の兵士たちに帝国への不信感を抱かせることになる。作戦に参加したクローンたちはその真実を告発しようとするが、多くは行方不明となるか死体で発見されることになる。また、ランパートは認識番号の無いクローンの暗殺者を暗躍させ、自身に不利な証言をしようとしたクローンたちを暗殺していく。しかし、クローン軍全体にカミーノの真実はすでに知れ渡っており、クローンの多くから帝国への不信感が漏れ始めることになる。
一方、帝国元老院ではカミーノの崩壊により、これまで棚上げにされ続けていた「徴兵法案」についての議論が本格的に行われることになる。ベイル・オーガナ議員をはじめとする、後の反乱同盟軍創設に関わる議員たちは戦争が終わったにもかかわらず軍拡を推し進める帝国軍のやり方に異を唱えるも、ランパートや銀行グループなどの徴兵推進派はクローンの生産が困難になった銀河において、今なお残る反乱分子の掃討と治安維持のために徴兵は必要だとし、多くの議員がその意見に賛同した。また、残存するクローン軍に関しては一部議員から「廃棄という名の殺処分」を提案するものまでいた。
この法案に対し、かつて501大隊のクローンたちに助けられた経験もあるライヨ・チューチー議員は、「銀河のために命を賭して戦った英雄であるクローン兵たちへの敬意がない」「彼らの退役後の保証が万全でなければ徴兵法案を進めることは間違いである」とクローン兵の権利を訴え、その意見に賛同する議員たちの力もあり、再び徴兵法案の審議は滞ることになる。マス・アミダ大宰相はランパートに行動を促し、カミーノ崩壊に関するすべての証拠の抹消とチューチー議員の暗殺に動き出す。
一方、チューチーはクローン兵たちに接触し、彼らと対話することで退役後の彼らの権利獲得に動き出していた。そんな時、カミーノ掃討作戦に参加していたクローン兵・スリップが議員と接触し、ランパートがカミーノの都市に砲撃命令を出し、その事実を隠ぺいしていたことを知る。チューチーはオーガナと協力し、その事実を元老院で告発しようとするが、暗殺者の襲撃にあいスリップと自身の衛兵たちを殺されてしまう。彼女もあと一歩で殺されてしまうところであったが、スリップの依頼で現場に駆け付けていたキャプテン・レックスが暗殺者を無力化。チューチーはかつて任務で自身を守り、現在は戦死したと思っていたレックスが現れたことに驚くも、それはレックスも同様であった。チューチーから事情を聴いたレックスは暗殺者を尋問するが、識別番号不明の謎のクローンはレックスに自らを「帝国を信じる者」だと語り、歯に隠し持っていた道具で命を絶った。
レックスはランパートの不正を明るみにするため、脱走したクローン・コマンドー部隊「バット・バッチ」にヴェネター級からコマンド記録を盗み出すように依頼。レックスも加わりコルサントの帝国造船所に潜入した。そして情報を奪取することに成功したレックスたちはベイルとチューチーに情報を渡し、元老院の議会場で全銀河にカミーノ崩壊の真実が知れ渡った。しかし、その場に現れたパルパティーン皇帝はこの出来事をランパートの独断と断言し、ランパートに罪を着せ逮捕させた。そして、「ランパートの指示のもと、躊躇なく命令に従ったクローン部隊の従順性にも問題がある」とし、任務に参加したクローンたちからの告発があったことを明かすことなく、非道な命令にも躊躇なく従うクローン兵より銀河を守るために集った一般市民たちによる徴兵法案の制定こそが銀河の平和に必要であることを述べた。この演説に多くの議員が賛同したことで、パルパティーンは議会の場で新たな銀河の守り手となる「ストーム・トルーパー計画」の始動を宣言したのだった。
徴兵法案成立により、クローン兵の廃止は決定的なものとなるが、チューチー議員やレックス、エコーなどのクローンたちは、全クローン・トルーパーの救済のために動き出すことを決意した。

#### ストーム・トルーパーの誕生とレックスのクローン反乱ネットワーク
共和国の崩壊と銀河帝国誕生から1年後、クローンの生産終了と徴兵法案の可決により帝国は表立って新兵を正式に銀河中の一般市民から募るようになる。集められた人間の新兵たちにはTKトルーパーの装甲服や兵器が支給された。TKトルーパーたちは装備をそのままに名前を『ストーム・トルーパー』と替え、銀河全域に配備されていく。帝国の主要都市や要塞の多くは兵士がすべてストーム・トルーパーに置き換えられ、クローンたちは強制的に退役を迫られることになる。なお、一部の主要施設ではクローン・コマンドーやショックトルーパーの部隊をそのまま使用し続けており、クローンに対して差別的な将校以外からの信頼は厚かった。また、ストームトルーパー樹立初期は、部隊指揮をクローンの指揮官たちが担当しており、クローン・コマンダー率いるクローン部隊の中に装甲服の違うストーム兵たちが混ざり一緒に任務をこなしていた。一方、ストームトルーパー主体の大隊ではクローン・コマンドーたちが部隊指揮官を務めていた。
帝国軍将校にとって正義感と独創性、個性を発揮するクローンを快く思わないものも多く、使い捨て同然に危険な任務に導入する場合もあった。一方で、長年彼らと戦場を共にした前線の将校たちからの信頼は依然として厚く、帝国初期に軍を取り仕切った将校のハースト・ロモディ将軍やバートン・コバーン提督は彼らの強制退役に対してターキンに直接疑問を呈したほどであった。しかし、ターキンはクローンを廃止したことへの本心として「ジェダイの配下で必要以上の個性を身に着けたクローン・トルーパーたちは、時として帝国の予想しえない行動を起こし、帝国と皇帝への大きな脅威となりうる」と判断し、彼らの廃止を決めたのであった。
そんな帝国に対し反抗的な行動をあらわにするクローンたちは増加し続けることになり、ターキンの頭痛の種となった。帝国への不服従や民間人への圧政に対する反乱活動、将校の不正行為の暴露や上官の射殺など、その行動は膨らんでゆき、帝国は反乱行為を行ったクローン兵を随時逮捕、拘束することとなる。
一方、帝国軍を脱走したクローンたちは元・501大隊コマンダーのレックスにより組織された反乱ネットワーク『クローン・アンダーグラウンド』に参加していた。彼らは帝国内部に潜入したクローン士官らの協力やクローンの人権活動を行っているチューチー議員支援のもと、「クローンの自由」の為に帝国への反乱活動を開始した。彼らは帝国に逮捕されたクローンの奪還など、様々な活動を行い、ソウ・ゲレラと並ぶ帝国樹立初期の反乱ネットワークの一つとなっていた。

#### クローン軍の解体・退役
徴兵制度の導入により、帝国は銀河各地に士官学校（アカデミー）を設立。訓練を受けた一般兵の割合がさらに増加した。帝国軍は短期間で多くの人数を育成・実践投入でき、任期もクローンより長く継続できる新たな人間の兵士『ストーム・トルーパー』を手に入れ、最終的に銀河全域に兵力を伸ばした。元々、惑星の占領ではなく解放を目的としたクローン軍とは違い、銀河全域の占領を目的とした帝国軍内では全盛期には20億ものストーム・トルーパーが銀河全域に配備されていた。一方でクローンたちは加齢により続々と退役していき、クローンは帝国軍内からその姿を消していった。カノン（正史）で最終的に確認されたクローン・トルーパーはエピソード3の5年後の時点であり、コルサント市街をパトロールするショック・トルーパーの部隊のみであった。
エピソード4でヤヴィンの戦いが発生する4年前には、クローン戦争当時に約320万人以上いたクローン兵は帝国軍から全員退役し、銀河各地で余生を過ごしているという認識が通説となっていた。退役後のクローンたちはそれぞれの人生を歩みだし、傭兵になったものや家庭を持ったもの、ホームレスになったものもいる。退役したクローン兵の多くは、クローンの人権を訴えてきたライヨ・チューチー元老院議員とキャプテン・レックス率いる「クローン・アンダーグラウンド」の手引きによってパントラに移住。戦いの中で生きてきた彼らは安息の日々を手に入れることとなった。
だが、人数は数えるほどに減少したものの帝国に仕えたクローン兵もわずかに存在した。ダース・ヴェイダーは自身やその配下にある尋問官の直属部隊として、カミーノで製造された最後の世代である若きクローンたちによって構成された暗殺部隊「パージ・トルーパー」を組織し、ジェダイ狩りの補佐を命じていた。フォースやライトセーバーに対抗できる攻撃力を持つ対ジェダイに特化したこの部隊のクローンはフェーズⅡ・クローン・アーマーとクローン戦争時代の共和国軍の武器・兵器を愛用し、クローン戦争時のジェダイとクローンの戦術を駆使して生き残りのジェダイを追い詰めていった。この部隊は銀河帝国最後のクローン部隊となる。なお、クローンを主体としたパージ・トルーパーは帝国初期に運用されていたが、成長加速の影響もあり徐々に退役し、クローン戦争終結から10年後が舞台となるドラマ『オビ＝ワン・ケノービ』の時代にはアーマーや武器がストーム・トルーパー仕様に変更された人間の兵士に置き換わっている。
また、彼ら以外にもインペリアル・ガードの隊長として皇帝の警護をしていた者や軍の教官として新兵の育成に従事した者、ストーム・トルーパーとして軍務に残ったクローンがごく僅かに存在していた。例として、ダース・ヴェイダーに仕えたクローンの軍曹・クレストは一般の人間で構成されたストーム・トルーパー分隊の指揮官としてヴェイダーの下で数多くの任務をこなした。クレストはクローン戦争にも参戦した兵士であり他の兄弟が退役した後も帝国軍に残った数少ないクローンの一人であった。当初、加齢した身体も影響して何度か任務を失敗しており、ヴェイダーからも「おまえは現役勤務ができないほど古ぼけたのか」と叱責を何度も受けていた。しかし、ヴェイダーはそれでも彼を処分せず自身の下に置き、クレストが反乱分子相手に戦果を収めた時には彼を中尉に昇格させている。彼のように帝国軍内の残ったクローンもいたが、帝国軍将校の間で「クローンがすべて退役した」という認識が一般化されていた通り、『エピソード4』の段階で帝国軍内にクローンの姿を見かけることは稀となっており、その多くが銀河全域に散らばり余生を過ごしていた。

#### 銀河内乱時代
ヤヴィンの戦い（エピソード4）以降の時代に軍務についていたクローン兵として知られるトレント軍曹（TX-828）は、帝国保安局のアレシア・ベック中佐に仕え部隊を率いていた。最初、トレントの姿を初めて見たベックはそれ以前にクローンと軍務を共にした経験がなく、その存在自体に驚いた。また、ある事件で彼の素顔をみたハン・ソロも彼の顔に見覚えを感じていた。トレントは通常の人間で構成される自身のストーム・トルーパー部隊にクローン軍特有の戦闘技法と効率性を教授しており、この部隊は賞金稼ぎの集団を瞬時に一掃したほか、手練れであるハン・ソロとチューバッカを捕縛するなど優れたチームワークを発揮している。また、トレント個人としても、賞金稼ぎ2人を瞬時に射殺する技量を見せるなど、クローンのリーダー性や戦闘技能を自身の上官に示し信頼を勝ち取った。トレントのほかにもクローンの存在はわずかに確認されていた。
一方で、一部のクローンは帝国のあり方に異を唱え反乱同盟に参加していた。中でも、キャプテン・レックス（CT-7567）として知られた元501大隊指揮官は帝国設立初期に行われた初期反乱運動に参加したほか、反乱同盟軍結成当初から主要幹部の一人として参加しており、ベイル・オーガナ、モン・モスマ、ジャン・ドドンナ将軍など同盟軍主要メンバーと共に作戦の立案や部隊指揮を行っていた。また、コマンダー昇格後はヘラ・シンドゥーラ将軍指揮下の『ゴースト』チームと共にエンドアの戦いを含めた数々の反乱に参加し、帝国の崩壊に貢献した。
クローン軍時代の指令系統や部隊などの多くはそのまま帝国にも引き継がれており、反乱同盟軍に所属するクローン・キャプテン・レックスは共和国軍時代に自身とクローン・コマンダー・コーディが作成した認証コードを利用して潜入任務を行うことがあった。また、クローン戦争を生き残ったクローン兵たちは帝国のストーム・トルーパーや一部の将校たちから英雄視されており、クローン兵の英雄的活躍は後のストームトルーパーの志願者を多く生み出す要因となる。帝国軍の将軍でターキンの副官であったハースト・ロモディやジェダイ将軍プロ・クーンの配下で提督を務め、帝国樹立後は高官を務めたバートン・コバーンはクローン軍の忠誠心と正義感、戦闘技術を高く評価しており、彼らを退役させることに対して反対していた。帝国元老院にはクローンの人権を訴える議員も多くいたとされている。反乱同盟に参加する人々の多くも、分離主義の侵略から人々を救ったクローン・トルーパーを英雄として見ており、クローン・パイロットがスターファイターで空を自由に飛んでいる姿を見たことでパイロットを志し、自身もクローンたちに命を救われた経験を持つ反乱同盟軍のヘラ・シンドゥーラ将軍は、クローンを憎みストーム・トルーパーとクローンを同一視しているジェダイのケイナン・ジャラスにクローン・トルーパーとストーム・トルーパーは別物で銀河を救った英雄だと話している。彼女の父で惑星ライロスのレジスタンスのリーダーであり、クローン大戦時にはクローン・トルーパーと共闘した経験を持つチャム・シンドゥーラとその部下たちは帝国の指揮下で惑星を軍事的に支配したクローン部隊を敵と認識しつつも決して殺すことは無く、キャプテン・ハウザーなどクローンの一部とはむしろ友好的な関係を築いていた。また、チャムは分離主義者から惑星を解放したクローンに敬意を表しており、自分たちの武装にクローン軍の武器を使用しているほか、肩当などの装備にクローン・アーマーを使用している。銀河各地の戦場になった星の住民たちは英雄であり死んでいったクローンたちの慰霊碑を立てて彼らに祈りをささげた。
一方で、帝国軍将校の多くはクローンを人として扱わないものも多く、まだクローン軍が主力であった帝国樹立初期の時代にはあえて識別番号で呼ぶものもいた。また、保身のために不正を隠そうとしても、そのすべてを包み隠さず報告し、市民の安全を優先したり間違った命令には従わないクローンたちの誠実さを疎ましく思う将校も多く、徴兵によるTKトルーパーの導入を歓迎するものも多かった。分離主義者が統治していた惑星に関しては戦時中に身内をクローンに殺されたものも多く、帝国初期のクローンによる惑星の占領に反対する市民も多く存在した。生き残りのジェダイたちの一部はクローンに対して強い憎悪を抱いており、生き残りのパダワン・ケイナン・ジャラスやパダワン・カル・ケスティスは彼らを憎んでいた。しかし、ケイナンは後にクローン・キャプテン・レックスと和解し彼と親友と呼べる間柄となる。カルもクローンの行動を理解できないとしつつも、彼らも皇帝の駒に過ぎなかったことは理解している。クローン戦争を知らない次世代の少年であるジェダイ・パダワンのエズラ・ブリッジャーは、クローンとジェダイの関係を理想的な相棒として見ており、生き残りのジェダイのケイナン・ジャラスと、元クローン兵のキャプテン・レックスの2人を「相性のいいコンビ」「ジェダイとクローンなら納得」と考えている。

### 新共和国時代
帝国崩壊後、その遺志を引き継いだ組織ファースト・オーダーは新世代のストーム・トルーパーの育成にジェダイとクローン・トルーパーの両方の教育・訓練方針を採用した。これは、誘拐した子供に幼少期から徹底した軍事訓練を行い忠誠心を植え付けることで、銀河帝国時代のストーム・トルーパーより優れた兵士を生み出す方法である。この方法論は、クローン・トルーパーの戦闘技術を高く評価していた元共和国軍将校、ブレンドル・ハックス将軍によって考え出された。 
帝国崩壊から30年後、海賊のサイドン・イサノは、クローン戦争時代にパニマ・ターミナルに墜落した船を発見する。この船にはかつて分離主義者のリーダーの一人であったドゥークー伯爵の秘宝が眠っていると言われ、イサノはクルーを率いて捜索に向かう。そこで彼らが見つけたのは、冷凍睡眠にかけられた501大隊衛生部門のクローン・トルーパー・キックス（CT-6116）であった。クローン戦争時代、ある事件をきっかけにクローンについて疑問を持ち、オーダー66の陰謀を独自に突き止めたキックスは、この秘密を伝える前に分離主義者に誘拐され冬眠状態にされた。それから50年後、イサノによって目覚めさせられたキックスは共和国の終焉について知り、「銀河系最後のクローン」となった自身がジェダイや共和国にできることはもう何もないと考え、イサノのクルーとして活動していくことになった。

### レジェンズ（非正史）
ディズニーによる買収劇の後、レジェンズ（非正史）扱いとなった設定では、ゲーム『スター・ウォーズ バトルフロントII（2005年版）』にて、自身らがシスの暗黒卿の謀略に利用された事に気付いたカミーノ人たちが、最初のクローン兵が製造されてから約20年後頃（エピソード3直後）に帝国に反旗を翻し「アンチ＝トルーパー」なるクローン兵を用いた反乱を行うも敗北、クローン製造施設も破壊されている。この戦いを経て皇帝パルパティーンは単一の遺伝子からなる軍隊の問題点を感じ、クローン兵を帝国軍の主力にすることを辞めたとされる。

## ARCトルーパー
ARCトルーパー（ARC Trooper/アーク・トルーパー）、正式名称はアドバンスト・レコン・コマンドー（Advanced Recon Commando、上級偵察コマンドー）。クローン・トルーパーの精鋭兵士であり、一般のクローン・トルーパーと同じように惑星カミーノで製造された。しかし、初期のARCトルーパーにはクローンのために遺伝子を提供し、戦闘に関しては銀河屈指の腕を持つ賞金稼ぎジャンゴ・フェットの提案により成長加速以外の遺伝子操作が一切施されていない。そのため、一般人とほとんど変わらない自我と柔軟性を持っており、上官（大抵は将軍に任命されたジェダイ）が訓練によって培った自分達の戦略・作戦観念に反する指令を出しても堂々と反論する。特殊作戦を専門とする兵士として育成された彼らは、想定外の出来事にも的確かつ冷静に対処し、チームとして活動するときは完璧なチームワークと手信号によって隠密かつ迅速に展開することができる。装備に関しても一般のクローン・トルーパーよりも高性能の装甲服（ポールドロン、ベルト＝ケープ、保護プレート、サバイバル・パックなど）に身を包んだ彼らは、ブラスターライフルやブラスターピストルの他に任務に応じて無反動砲やガトリング型ブラスター・キャノン等の重火器を携行することもある。
ARCトルーパーは、成功困難である極めて複雑で危険な任務に単独、又はツーマンセル以上のチームで派遣されることが多かった。また、戦争が長期化するにつれ、個々のARCトルーパーがクローン大隊を率いることが多くなり、クローン・コマンダーやクローン・キャプテンと同等に部隊指揮官としての活動も増えていく。中でもコマンダー階級のクローンは「クローンARCコマンダー（Clone ARC Commander）」という階級が与えられていた。アニメ「クローン・ウォーズ」では、クローン訓練兵の間でARCトルーパーになることはクローンとしての夢であり憧れであることが語られている。
初期の個体はジャンゴ・フェットから直接訓練を施されており、ジャンゴ・フェットのクセであるガンスピン等のガンプレイや性格に影響を受けた者も何人かいる。しかし、教官であるジャンゴ・フェットがジオノーシスの戦いにて落命したため、彼から直接訓練を受けたARCトルーパーはごく少数に留まる。その後、ARCトルーパーの一部は教官としてカミーノを都度訪れ、次世代のARCトルーパーになる兵士の育成に取り組んだ。ARCトルーパーに選ばれるのは指揮官となるために自我の抑制を極力無くした個体が多かったが、戦闘の長期化に伴い自我が抑制されているはずの一般の兵士が、経験を積み戦果を挙げることでARCトルーパーへの転属・昇進を認められるようになる。代表的な例としては第501大隊所属のファイブス、エコー、ジェシーは一般兵からARCトルーパーにまで昇進したトルーパーである。
なお、ARCトルーパーはあくまでも兵科の一つであり、ARCトルーパーに昇格しても、誰もが指揮官（中佐以上）の階級に昇進できるわけではなかった。新兵から昇格して生死不明となる短い期間を第501大隊のARCトルーパーとして過ごしたエコーはARC昇格後に伍長、第501大隊の古参兵として多くの戦いで小隊を指揮してきたジェシーはARC昇格後に中尉の階級に昇進している。そのため、クローンたちの憧れの兵科ではあるが、同じ部隊にARCがいた場合にもその階級が低い場合には、彼らに対し同僚や後輩に対するようなフランクな接し方をしているトルーパーも多く、ARCたちも一般兵に対して友人のように接していた。一方で、ARCコマンダーや第一世代のARCトルーパーは軍内でも高い権限を有しており、カミーノで教官を務める賞金稼ぎたちも、彼らには敬意をもって接していた。

## クローン・コマンドー
別名リパブリック・コマンドー（Republic commando）は、共和国クローン軍の中でARCトルーパーと対をなす代表的な特殊作戦部隊の兵士である。自我の抑制がほとんど行われなかった初期のARCトルーパーと違い、クローン・コマンドーはARCの独立心を危険視し従順性を求めたカミーノの技術者により、通常のクローンと大きな差のない程度に自我の抑制が行われている。しかし、高度な戦術訓練を受けた彼らは単体でも標準的なクローンを上回る戦果を挙げた。
クローン・コマンドーは単体でも優秀ではあるが、部隊行動においてその真価を発揮する。4人組の分隊単位で作戦を実行する彼らは、主に戦場にて敵の主要拠点となる堅固な要塞・基地への破壊工作、作戦妨害に投入された。単体又はツーマンセルでの活動が多く独断で作戦を実行することも多いARCトルーパーと異なり、チームでの連携と指揮系統を重視したクローン・コマンドーは数多くの戦場で共和国に勝利をもたらしている。
特殊作戦に投入される彼らは装備・武器も他の部隊とは異なる。装甲服には通常のブラスターでは簡単に貫通できない強固な素材で作られたカターン級コマンドー・アーマーを装備し、武器にはブラスターモードからアタッチメントを取り付けることにより瞬時にグレネードランチャー等に装備を付け替えれるDC-17Mブラスター・ライフルや近接格闘を想定して手甲に仕込んだバイブロブレードなど多種多様な武器を使用して工作任務を遂行する。
クローン大戦では様々なコマンドー部隊が戦場で名を馳せた。クローン戦争の最初の戦いであるジオノーシスに投入された「デルタ分隊」は多くの任務で作戦を遂行し、その活躍はジェダイ評議会にも知れ渡っていた。コマンダー・コーディが率いる第212突撃大隊に属していた「フォックストロット・グループ」はコマンドー・キャプテン・グレガーが指揮官を務めていた。この部隊は共和国史上最大の負け戦とも言われるサーリッシュの戦いで戦闘中行方不明となる。その後、記憶喪失の状態で発見されたグレガーは、ある事件をきっかけに記憶を取り戻し、共和国軍への奇襲攻撃阻止に貢献。さらに彼は、バイオチップを頭部から取り除きオーダー66に参加せず、十数年後には反乱同盟に参加している。コマンドー・サージェント・ハンターが率いる「クローン・フォース99（別名：バッド・バッチ）」は意図的に遺伝子の大きな改変を受けた奇形クローンによる部隊であり、一騎当千も可能なほどの戦闘能力を秘めるこの実験的部隊も各地で極めて大きな戦果を挙げていた。 
帝国樹立後、コマンドーたちは戦線を離れ、帝国の重要施設の警備任務のほか、帝国軍の新戦力である非クローンの人間の男女により構成されるストーム・トルーパーの訓練教官となる。しかし、自分たちの代わりに台頭することになる彼らを快く思わなかったコマンドーたちは、彼らにすべての技能を教えることはなかった。
ストーム・トルーパーが正式に認可されると、彼らの指揮官を務めたほか、主要施設や要人の警護を主任務としていた。帝国時代初期のコマンドーたちは下士官やコマンダークラスに昇格しているものが多く、ストームトルーパー小隊や大隊の指揮を執る関係上、単体での活動が多かった。また、各クローンコマンダーの補佐官としてクローンコマンドーが置かれているケースもあった。
少なくともエピソード4の5年前には解体・退役となっている。

## クローン・シャドウ・トルーパー
クローン・シャドウ・トルーパー（Clone shadow trooper）はクローン戦争が激化する中で「クローン情報部」に新設された潜入・スパイ任務を専門とするエリート部隊。新設の背景には戦争の激化によるARCトルーパーの減少も影響していた。
彼らの装甲服は通常の装甲服を漆黒に染めただけのようにも見えたが、この装甲服に備えられた装置は潜入任務に特化した高価な装置ばかりであり、特殊なセンサーにより他の人間や種族の姿を投影して変装する装置やジャンゴのクローン特有の歩き方を偽ることもできる装置、電波妨害装置など、潜入やスパイ任務に必要な多くのシステムを備えていた。ただし、この妨害装置は通常のクローン部隊の装備に影響を与えてしまうため、シャドウたちは通常部隊との合同任務を行うことはできなかった。また、彼らの使用するDC-19・ステルス・カービンは銃弾の音を消す音声抑制器のほか、僅かな弾数ではあるが目では視認できない銃弾を発射することが出来た。
彼らの任務は戦闘ではなく隠密活動がメインであり、敵地への偵察やスパイ任務、情報収集が主となっていたが、その内容は通常の偵察部隊よりもはるかに危険な潜入任務が殆どであった。ARCトルーパーのように単独、又はツーマンセルで行動する彼らは任務中は変装をしていることが多く、その存在を実際に視認できた人物は敵や味方も含めごくわずかといわれている。高い戦闘技術も備えていた彼らは前線に投入されることもあったがジャミング装置の影響で通常部隊との合同任務は不可能であったため、基本的には大規模部隊を投入する大きな作戦の際に先行して敵地に侵入し妨害作戦を実行する任務に就いていた。彼らの妨害技術はクローン戦争終盤の「ウータパウの戦い」でジェダイ将軍のオビ=ワン・ケノービが囮になっている間に敵に気づかれることなく大規模部隊を都市に送り込むことに成功している。
帝国樹立後は要人警護や主要施設の警備任務に割り当てられ、皇帝の宝物庫の警備も担当していた。その能力を評価した尋問官・ヴァリン・ドレイコは彼らを自身の任務に同行させていた。その後、クローンが全員退役となって以降はストーム兵団内に彼らをモデルにした新部隊であるストーム・コマンドやシャドウ・ストームトルーパーが誕生している。

## クローンXトルーパー
帝国樹立直後から戦争終結1年後の18BBYまで活動が確認されている、帝国先端科学部門ドクター・ロイス・ヘムロックとクローン・コマンドーのコマンダー・スコーチ指揮下のクローン師団の1つ。CXトルーパーやクローンアサシンの名称でも呼ばれたこの部隊は暗殺や工作活動が主な任務であり、その多くが帝国に反する元老院議員とクローン兵たちの殺害であった。その為、元501大隊コマンダーのレックス率いる反帝国組織「クローン・アンダーグラウンド」や彼らに協力する異端のクローン・コマンドー分隊「クローン・フォース99」と戦闘を繰り広げていた。
この部隊に所属するクローンたちはドクター・ヘムロックが独自に選別した少数のクローン達であり、ヘムロックは彼らに独自の潜入プログラムの訓練を施した。また、Xトルーパーたちはクローンの大きな特徴であるアイデンティティを抹消されており、感情の起伏が薄く、帝国への忠誠心が高かった。識別コードも抹消され、それぞれが「CX-1」「CX-2」などの番号で呼ばれている。これは、ヘムロックがクローンの個性や独創性、そして「兄弟への忠誠心」が帝国の時代では大きな欠点になると考えていたためである。
クローンとは大きく異なる黒い装甲服にスナイパーライフルやをエレクトロソードを主な装備とする彼らは、帝国軍内でもその存在は明かされておらず、任務に失敗すれば即座に自害するように訓練されていた。その戦闘能力は近接戦闘、狙撃能力、潜入能力などすべてにおいて高水準であり、レックスら指揮官クラスのクローンや不良分隊と互角の戦いを繰り広げている。

## パージ・トルーパー
パージ・トルーパー（Purge Trooper）は、帝国軍樹立後に設立された対ジェダイに特化した特殊ユニットであり、帝国最後のクローン・トルーパー部隊。非クローンの人間で構成されるようになった帝国軍において唯一、ジャンゴ・フェットのクローンで構成されたこの特殊部隊は、元ジェダイを中心としたフォース感応者による暗黒面の組織「帝国尋問官（Imperial Inquisitors）」の専属部隊として、オーダー66を生き残ったジェダイの討伐を専門に活動していた。最後に製造された世代のクローンを中心に組織された彼らは、クローン戦争時代と同じく、クローン・アーマーにクローン戦争当時の武器を使用していた。また、対ジェダイ専用にエレクトロスタッフ、エレクトロバトン、エレクトロハンマーを装備し対ライトセイバー戦にも対応できた。また、フォースに対する知識にも富んでいた彼らはフォース・プッシュ等の技にも即時に対応し、対ジェダイ戦で彼らを苦しめた。
装甲服はクローン戦争時の空挺部隊と同じくビーハイブ型のヘルメットを装着し黒のクローン・アーマーに赤い差し色が入った装甲服を装着していた。武器はクローンと同じくDC-15Aブラスター・ライフルを装備。ジェダイとの白兵戦の際にはエレクトロスタッフ、エレクトロバトン、エレクトロハンマーなどの対ライトセーバー用の近接戦闘武器やフォースを想定した近接格闘により、未熟なジェダイであれば一対一であっても互角の戦いが行えた。
通常、パージ・トルーパーは尋問官かパージ・トルーパー・コマンダーの指揮のもと活動し、クローン・トルーパーが使用していた戦術を駆使しながら、かつてのジェダイとクローンのように尋問官と連携して生き残りのジェダイを狩っていった。
なお、クローンを主体としたパージ・トルーパーは帝国初期に運用されていたが、成長加速の影響もあり徐々に退役し、クローン戦争終結から10年後が舞台となるドラマ『オビ＝ワン・ケノービ』の時代にはアーマーや武器がストーム・トルーパー仕様に変更された人間の兵士に置き換わっている。

## 兵科・部隊
銀河系全体でクローン戦争が広まり、クローン部隊も様々な環境下での戦いを要求された。クローンの中には特殊な環境下での戦闘を目的とした兵科が多く誕生した。そうした数多くある兵科・部隊の中でも特に代表的なものを以下に列挙する。なお、クローンはどの専門分野に関してもある程度の訓練は受けており、専門部隊所属のクローン兵ほど特化した技術はないが全クローンたちが各種兵器やスターファイターを平均以上の技術で扱うことができた。劇中でも一般のクローン兵がファイターやガンシップを操縦して戦闘に参加するシーンが描かれている。

### 兵科
- ARCトルーパー（アーク・トルーパー）：自我の抑制が抑えられ高度な思考力を持ったエリート兵士。成功困難である極めて複雑で危険な任務に投入されることが多い。戦争の長期化に伴い、一般兵から昇格した兵士も現れる。
- クローン・コマンドー：敵陣に潜入し破壊工作・妨害作戦を遂行する特殊部隊。1分隊4人で行動し、そのチームワークで多くの戦場で勝利をもたらした。
- クローン・トルーパー・パイロット：共和国軍の戦闘兵器・スターファイターの操縦訓練を受けたパイロット。 多くのクローン・パイロットはマンダロリアン・プロテクターのフェン・ラウより訓練を受けており、ドロイドよりも柔軟な思考力と操縦技術で共和国宇宙軍の柱となる。主力艦・ヴェネター級スター・デストロイヤーの守り手として大量のドロイドファイターから艦隊を守る役割も担い、後の帝国軍がインペリアル級スター・デストロイヤーを数多く撃破された理由の一つとして「戦闘機による守りが薄くヴェネター級艦と比較して防御力に劣る」と評されている点から、その技能も後世に高く評価されている[36]。
- クローン・ガンナー：砲台の砲手を専門とするクローン。戦車や軍艦、砲台の砲手として活躍した。
- クローン・トルーパー・フライト・クルー：整備兵として共和国軍のあらゆる兵器をメンテナンスするクローン兵。灰色の作業着と黄色のベスト、ヘルメットを着用する。
- クローン・トルーパー・メディック：クローン・トルーパーの衛生兵。身体に関する問題はジェダイを含めたどの階級よりも権限を持ち命令権もある。
- クローン・メディカル・オフィサー：衛生兵部門の士官。前線に立たない彼らは装甲服を身につげず、白い軍服を身に着けていた。
- クローン・ナビゲーション・オフィサー：クローンの士官。多くは共和国の軍艦にて操縦、ナビゲーション、ジェダイ将軍や提督の補佐に務めたり艦長として軍艦全体を指揮していたため、装甲服は身に着けず軍服を着ていた。一般のクローン兵も平時には色の違う同じ形の軍服を身に着けていることがある。
- ARFトルーパー（アーフ・トルーパー）：アドバンスト・レコン・フォース・トルーパーの略。サバイバル技術に特化した偵察専門部隊であり、各大隊に一定数の部隊が配備されている。装甲服も軽量化され、素早い行動を必要とする偵察任務を可能にした。通常戦闘ではAT-RTウォーカーなどを操作しながら兵士たちをサポートしている。彼らの潜入技術は腕利きの賞金稼ぎが存在に気が付かないほどであった。
- クローン・ショック・トルーパー：別名コルサント・ガード。共和国の首都である惑星コルサントの治安維持を専門とする保安警察の役割を持った赤いマーキングのトルーパー。軍内の憲兵としての役割や最高議長を中心とした要人のボディーガードも務める。
- クローン・コールド・アサルト・トルーパー：寒冷地に特化した装備を身に着けたトルーパー。
- クローン・スキューバ・トルーパー：水中における活動に特化した軽量化装備と酸素ボンベを身に着けたトルーパー。
- クローン・ジェットパック・トルーパー：ジェットパックを使用した戦闘を専門とするトルーパー。専門部隊も存在するが、一般兵も含めたすべてのクローンはジェットパックの操作も訓練されており、兵科は関係なくジェットパックを身に着けて作戦に加わるトルーパーも多い。
- クローン・シャドウ・トルーパー：ARCトルーパーに変わる新しい兵科として新設された漆黒の装甲服が特徴の「クローン情報部」の偵察ユニット。クローン軍に存在する偵察・潜入部隊の中でも最上級といわれる技術を持ち、秘密任務やスパイ任務を遂行するためのジャミング装置や変装装置など特殊な装備を備えている。その装置の影響もあり、通常の部隊と合同任務を行うことが困難であったため、戦闘に投入される際には大規模部隊を投入する前に敵都市に潜入して妨害装置を設置するなどの任務を務めた。帝国樹立初期には施設及び人物の護衛要員を務め、皇帝の宝物庫の警備もしていた。

### 部隊
第501大隊
クローン・キャプテン・レックス（終戦時にはコマンダーに昇進）が率いる青いマーキングを施し、共和国軍の中でも有数の精鋭として名を馳せたクローン大隊。ジェダイ将軍アナキン・スカイウォーカーの指揮の下で戦ったこの部隊は銀河でも最高の大隊として知られ、数多くの戦いで勝利をおさめた。所属するクローンもアナキンの影響を受けて個性的で感情的な思考を持つクローンが多い。アナキンや彼に影響を受けたレックス、そしてファイヴスやジェシーなどの士官クラスのクローンたちは絶望的な戦況において常に型破りな戦術を駆使し、ジオノーシスの戦いから終戦であるマンダロア包囲戦までの勝利困難と言われる歴史に残る戦いを生き抜いた。また、ファイブス、エコー、ジェシーのように一般兵からARCトルーパーを多く輩出している。
彼らを率いるアナキンは常に最前線に立ちカリスマ性があるだけでなくクローンたちにも友人のように気安く接しており、クローン・トルーパーを『兵士以上の存在』と高く評価していた。そんな彼に心酔しているクローンも多く、彼のためなら命を投げ出してもかまわないと感じている者も多くいた。第501大隊のクローンたちはジェダイ評議会や軍上層部の命令よりアナキンの考えを優先し、アナキンのためにジェダイ評議会に嘘の報告をするなど、クローンらしからぬ行動をするものが多かった。アナキンも彼らを心を許せる数少ない存在と認識しており、他のジェダイに指揮権を譲ることを拒否する場面もあった。中には自身の出生やパドメとの秘密の婚約というジェダイの掟に反する行為を打ち明けられていたクローンもいる。ジェダイらしからぬ好戦的なアナキンの戦術についても多くの隊員が高く評価しており『スカイウォーカーの任務はただの輸送任務でも攻撃に変わる』というジョークが501大隊のクローンたちの中で言われていた。オーダー66発令後もヴェイダーとなったアナキンへの忠誠心は変わらず、ジェダイ聖堂包囲作戦でも彼の命令に従いジェダイを虐殺した。この時の501クローン大隊のヴェイダーへの忠誠心はもはや盲目的な服従に匹敵するものであった。
オーダー66以前にジェダイとの戦闘経験もあり、共和国を裏切ったジェダイ・マスター、ポング・クレル将軍の裏切りに気付いた彼らは第212大隊と協力し、現場のクローンのみの判断でクレルの指揮官権限を剥奪。戦闘の末、逮捕し処刑している。また、阻止こそ叶わなかったが、オーダー66の真実に最も近づいた部隊でもある。また、アナキンのパダワンであるアソーカのライトセーバー訓練も彼らの任務の一つであり、アソーカへの戦闘訓練をクローンたちが監督していた。当初はクローンたちを相手に数秒と持たず倒されていたアソーカは、終戦の年にはレックスに倒されることはあっても501大隊の兵士たちを相手に5分間の戦闘続行が可能なほどに戦闘技術が成長していた。また、501大隊のクローン兵の対ジェダイへの技能も鍛えられた結果、ジェダイ聖堂襲撃の際には部隊に多数の犠牲者を出しながらも聖堂内にいたほぼ全てのジェダイを虐殺。ドラマ『オビ=ワン・ケノービ』では、分隊単位のクローンでひとりのジェダイを確実に射殺する描写が描かれている。
クローン戦争終盤（エピソード3）では部隊を2つに分け、アナキン率いる本隊はクローン・サージェント・アポーを指揮官としてコルサントを防衛し、コマンダー・レックスはARCトルーパー・ジェシーやクローン・キャプテン・ヴォーン、第501大隊古参兵のリッジらと共に第332中隊として別動隊を率いて共和国軍軍事顧問であるアソーカ・タノと共に元シス卿ダース・モール率いるマンダロリアン・スーパー・コマンドーを殲滅するために惑星マンダロアで戦闘を繰り広げていた。オーダー66が発令されるとアナキン改めダース・ベイダーは第501大隊を率いてジェダイ聖堂を襲撃し制圧。第501大隊はジェダイを最も多く殺害した部隊として名前が知られることになり、「ヴェイダーズ・フィスト（ヴェイダーの拳/Vader's Fist）」の異名で呼ばれるようになる。一方、レックスが率いていた第332中隊を含む第501大隊の別動隊の乗ったクルーザーはオーダー66発令直後に墜落。公式には、アソーカやレックスを含めた第501大隊の全搭乗員は死亡したことになっている。墜落現場には多くのクローン兵が埋葬されており、戦争終結から数年後にはダース・ヴェイダーも現場を訪れている。
第212突撃大隊
第7空挺兵団に所属するクローン部隊であり、クローン・コマンダー・コーディが指揮を執るオレンジ色のマーキングを施した部隊。ジェダイ将軍オビ＝ワン・ケノービが率いたこの部隊は苛烈な正面攻撃と上空からの降下作戦、陸空からの包囲戦技術で高く評価された。オビ＝ワンの弟子であるアナキンとの共同任務の多さから、第501大隊とは共同任務を多くこなしており、隊員同士の交流も深かった。クローン・コマンドー部隊「フォックストロット・グループ」や、他の部隊からも狙いを外さないことで知られるクローン・コマンダー・オッド・ボール率いるパイロット部隊「スクワッド・セヴン」も所属する。分離主義者のグリーヴァス将軍との遭遇率が高く、幾度となく彼の部隊と戦闘を繰り広げている。クローン戦争終盤、ウータパウの戦いではグリーヴァスを含めたドロイド軍団を壊滅させ、クローン戦争を事実上終戦させた部隊として名を残すことになる。
同部隊指揮官のコマンダー・コーディーは帝国樹立後まもなく、オーダー66への疑問や帝国の圧政に反発して軍を無断離隊している。
第104大隊
クローン・コマンダー・ウォルフ率いるクローン大隊。別名ウルフパックと呼ばれ、所属隊員は全員オオカミの紋章が入った装甲服を身に着けていた。ジェダイ将軍プロ・クーンに率いられたこの部隊は、様々な戦場で活躍し、救出作戦や紛争・災害などの被害にあった惑星への救援・支援任務に従事することが多かった。彼らの乗るガンシップには全てにプロ・クーンの顔とクローンのヘルメット、「Plo's Bros（プロの兄弟たち）」という文字が描かれていた。
第41精鋭兵団
クローン・コマンダー・グリーが率いる緑色のマーキングや迷彩色のマーキングの装甲服を着た部隊。主に分離主義者の進攻を受けた惑星にて様々な異種族との交渉や軍事指導、協力体制の構築をメインとする部隊であり、所属するクローンは様々な言語や伝統に通じているものが多い。戦争終盤にはマスター・ヨーダと共にキャッシーク防衛線に1個大隊が派遣され、ウーキーの戦士たちと戦力差のある戦いを生き抜いた。
第91機動偵察兵団
クローン・コマンダー・ネーオが率いる部隊。所属するクローンは偵察任務とスピーダーバイクによる機動戦闘に特化しており、戦地での事前調査や侵攻経路の確保などの任に就くことが多かった。そのため、装備も基準の装備より軽装である。同部隊所属でネーオの所有するピット・ドロイド・WAC-47伍長は、R2-D2等を含むジェダイ騎士団所属のドロイドを中心にジェダイ・マスター・メイス・ウィンドゥが編成した特殊部隊「D分隊」の中で唯一、クローン軍から選抜されたドロイドである。
クローン・フォース99
通称『バッド・バッチ（不良分隊）』。意図的な突然変異により生まれた特殊技能を持つ4人のクローンコマンドーで構成されている。後に元・ARCトルーパーも加わり5人編成となるも、クローン戦争終結直後、帝国の樹立と共に、部隊内で帝国に対する意見の相違があり、クロスヘアーが部隊を抜け、残りのメンバーは軍を脱走することになる。その高い戦闘技能は『一個師団と同等の戦力』ともいわれるほどであり、数多くの危険な任務を成功に導いた。特定の上官は存在せず、これまでに指揮官として、クローン・コマンダー・コーディの指揮下で戦ってきた他、クローン・キャプテン・レックスやジェダイ将軍アナキン・スカイウォーカーの指揮下でも活躍した。

## 著名なクローン・トルーパー

### 第501大隊
クローン・キャプテン（後にコマンダーに昇進）のレックスが率いる青いマーキングの精鋭部隊。ジェダイ将軍のアナキン・スカイウォーカーと彼のパダワン・アソーカ・タノと共に数多くの戦いで勝利をおさめ、彼らに影響され個性豊かで型破りなクローンが多く所属する。オーダー66の際にジェダイ聖堂を襲撃した部隊でもある。また同時期にアソーカやレックスを含めた大隊の主要メンバーの属する別動隊を乗せたクルーザーが墜落。公式には搭乗員全員が死亡したことになっており、墜落現場にはARCトルーパー・ジェシーを含めた多くの第501大隊のクローン兵が埋葬されている。
キャプテン・レックス(Rex/CT-7567)
装甲服の随所に青い塗装が施された第501大隊所属の大隊指揮官を務めるキャプテン（大尉）。終戦時にはコマンダー（中佐）に昇進した。認識番号はCT-7567。第501大隊全体を指揮しているが、その中でもトレント中隊を主力として指揮下に置いている。
アナキン・スカイウォーカーの副官を務めたクローン・トルーパーであり、彼と彼のパダワンであるアソーカ・タノと共にクリストフシスの戦いをはじめとする多くの戦場に従軍している。また、アナキンがオビ＝ワン・ケノービと行動を共にする機会が多い為、彼の指揮下にあるコーディと行動を共にする事もあり、上官であるコーディを呼び捨てるなど階級の枠を越えた友情を築いていた。特にリシ・ムーン（第5話「ルーキーたち」）にあった前哨基地では実戦経験のない新人クローン・トルーパー達を彼と共に指揮し、基地を占領していたドロイド・コマンドーを倒し、基地を破壊。これによって共和国軍に異常を知らせ、敵艦隊を撤退に追い込んでいる。後に彼はリシ・ムーンで共に闘い生存した2名のクローン・トルーパーのエコーとファイヴズを第501大隊に入隊させている。アンバラの戦いでは、一時的に部隊の指揮から外れることとなったアナキンの代わりを務めたジェダイ将軍ポング・クレルの無謀な命令や部下を物として扱う態度に「我々は人間」「部下の命を守ることが仕事である」と抗議した。その後、クレルが裏切り者であることを知ったレックスは彼を逮捕することを決意し、部下たち率いて彼と拘束しに向かう。戦闘の末、クローン兵のみで拘束することに成功（その後クレルは銃殺刑が命じられるが、執行直前にレックスの部下の一人ドグマにより射殺される）したが、この事件をきっかけにクローン戦争の在り方、戦後、クローンはどうなるのかについて疑問を持ち始める。
柔軟な思考の持ち主であるレックスは、上官であるジェダイに対しても堂々と自分の意見を述べ、階級よりも経験を重視している。後にレックスはアナキンの影響を受け、恐れ知らずの戦士として知られるようになる。また、アサージ・ヴェントレスのマインド・トリックに耐えうるだけの精神力を持ち合わせており、マインド・トリックにかかったふりをしてアナキンに危機を知らせることに成功している。アナキンとはクローン大戦を通して共にいることが多く、友人としての関係を築いている。アナキンのためなら命を捨てることもいとわず、軍やジェダイ評議会の命令よりアナキンの命令を優先することもある。アナキンとパドメの結婚については本人から聞いており、彼らが夫婦としての時間を過ごすためにジェダイ評議会や軍上層部に根回しをしたり、アソーカの監督役を引き受ける、戦場でパドメと通話する時間を作るためにオビ=ワンを相手に時間稼ぎをするといった場面もあった。アナキンとパドメが自ら結婚の秘密を明かしていたのはレックスのみであった。こうした事もあり、レックスはアナキンからも数少ない理解者の一人として信頼を得ていた。アナキンの弟子であるアソーカとも上官と部下としてだけではなく友人関係を築いており、ときには「アソーカ」と名前で呼ぶこともある。また、アソーカに対し軍事や礼儀作法などの指導を行うこともあった。また、ライトセーバー訓練の監督役を担うこともあり、終戦までの3年間、アナキンと共に彼女に戦闘訓練を施していた。終戦までにアソーカは501大隊を相手に5分間生き残れるほどにまで技術を磨き上げたが、それでもレックスは一瞬の隙をついてアソーカを倒しており、ジェダイを相手でも後れを取らない戦闘技能を見せている。
他のクローンとレックスとの最大の違いは、短い金髪（スキンヘッドと表記されることも）だということである。彼は常に所属部隊を示す青い塗装が施された装甲服に身を包み、指揮官が身に付けるカーマ（腰巻）と青いポールドロン（首周りを覆う肩あて）を身に着けている。また、2丁のブラスター・ピストルを装備し使用することが多いが、状況に応じてブラスター・ライフルも使用している。
大隊指揮官という立場であり、さらに多くの功績をあげてきたにもかかわらず終戦直前まで階級はキャプテンのままであった。これに対し、コマンダー昇進後にアソーカに対し「自分はコマンダーという階級が好きじゃない」と話している。
クローン大戦が終盤に差し掛かった頃、タップが上官のジェダイを突発的に射殺する謎の事件を発端として、クローン達の脳に取り付けられた「行動抑制チップ」に隠された真の目的となるプログラム「オーダー66」の存在を知った部下ファイブスの最期の言葉を耳にしたレックスは、数名の仲間と共に密かに調査を続ける。
クローン大戦最後の数週間、ジェダイを離反したアソーカ・タノの要請によりレックスはマンダロアへ派遣される。久しい友の再会に喜ぶ第501大隊であったが、コルサントからの救援要請を受けた第501大隊は部隊を二つに分けて任務を遂行することになる。その際、ジェダイでも共和国軍人でもないアソーカの立場を問題視したオビ＝ワンを納得させるため、アナキンはレックスをコマンダーに昇進させ、アソーカを彼の軍事顧問という立場で同行させることでオビ＝ワンを同意させた。軍事顧問という立場のアソーカであったが、レックスと彼が率いる第332中隊のメンバーは彼女を「コマンダー」と呼び、アソーカと同じ文様のヘルメットをかぶることで彼女への敬意を表した。
マンダロア包囲戦にて第501大隊はダース・モール率いるマンダロアの戦士たちと戦闘になる。モールに対しアソーカは互角に戦い、フォースにて彼を拘束した瞬間にレックスがショック・モードでブラスターを放ちモールを気絶させ逮捕することに成功。第501大隊はマンダロアで勝利を収める。しかし、モール逮捕後、コルサントへ護送中にオーダー66が発令される。レックスはアソーカを前にして最後の力を振り絞り一瞬だけオーダー66の強制力を抑え込みアソーカに「ファイヴスを探せ」とメッセージを伝える。その後、レックスはアソーカと戦闘になるも、アソーカは逃亡。レックスは部下たちにアソーカの捜索とモールの処刑を命じるが、アソーカは陽動のためにモールを牢獄から逃がし、自身はレックスのメッセージをもとにファイブスの事件のファイルを調べる。そのファイルからレックス自身の事件に対する疑問を述べた音声ファイルを見つけたアソーカは、もう一度、レックスと接触し彼を捕らえる。そして、船内の手術室に籠城し、そこでレックスの頭部からバイオ・チップを取り除いた。そのとき、第501大隊が手術室を襲撃しアソーカは窮地に追い込まれるが、正気に戻ったレックスが襲撃してきたクローンたちを撃退し、アソーカの命を救った。その後も、レックスとアソーカは第501大隊のクローンたちを殺さずにスタンモードやフォースで気絶させながらクルーザーからの脱出方法を探っていたが、脱獄していたダース・モールが機関部を破壊してクルーザーから逃亡したため、クルーザーに残った兵士たちは窮地に追い込まれる。アソーカとレックスは肩などを撃たれて負傷しながらも互いを守りながら逃亡を続け、ギリギリのところでファイターに乗り脱出。墜落によりクルーザーに乗っていた千人を超える第501大隊のクローンたちは全滅し、アソーカとレックスは死を装いオーダー66を生き残った。レックスとアソーカはクローン戦争の3年間を共に戦ったクローンたちをほぼ全員失い、悲しみの中、墜落現場の前に亡くなったクローン全員を埋葬。自身のライトセーバーをその場に供えて、墜落現場を去っていった。この墜落は、ダース・ヴェイダーにとっても、アナキン・スカイウォーカーの時に心を許せる数少ない仲間であった元パダワンと第501大隊のクローン達の大多数を失ったことを意味した。クローン戦争終結から数年後、ヴェイダーはこの地を訪れ、供えてあったライトセイバーを回収している。
クローン大戦終結後もアソーカと逃亡生活をつづけたレックスはある時期を境に別行動をとることになる。『エピソード4』の約5年前にアソーカからの勧誘により反乱同盟軍に加入。部隊の指揮や軍事顧問のほか新たなジェダイ、エズラ・ブリッジャーの指導などを務めた。また、レックスは反乱同盟軍設立初期の主要幹部の一人でもあった。その後、ロザル戦役での活躍を通じて反乱同盟軍コマンダーとなったレックスは、ヘラ・シンドゥーラ将軍と共にエンドアの戦い（『エピソード6』）に参加した。詳しくは『スター・ウォーズ 反乱者たち』を参照。
ファイブス(Fives/CT-27-5555)
第501大隊所属のARCトルーパー。認識番号はCT-27-5555又はCT-5555。ARCトルーパー昇進後はARC-5555とも呼ばれる。ニックネームの由来は識別番号に5が並んでいたことからであり、自身の頭部に数字の「5」を象った意匠の刺青を施している。第501大隊所属時はレックスの補佐官を務めていた。
元々は一般兵出身で落ちこぼれ組と言われていたドミノ分隊の新米トルーパーだった。前哨基地リシ・ステーションの奇襲の際に、視察に訪れていたキャプテン・レックスとコマンダー・コーディと共に基地を奪還。勇敢に散ったヘヴィーをはじめ分隊のほとんどが死亡した中、エコーと共に生き残り、第501大隊に転属された。さらに直後に参加したカミーノ防衛線での功績が認められエコーと共にARCトルーパーに昇進。一時期、第501大隊を離れARCとしての訓練、任務に就く。
しばらくして、ファイヴスとエコーはジェダイ・マスター・イーヴン・ピール救出任務のため第501大隊と第212大隊の合同任務に参加。この任務でエコーが失踪（後に生存が判明）し、ピールも命を落としたが、彼の持っていた暗号はジェダイ・パダワン・アソーカ・タノが持ち帰り、彼らはジェダイ・マスター・プロ・クーン率いる第104大隊「ウルフ・パック」に救助され任務を終えた。
エコーの死後も第501大隊から離れ任務に就いていたファイヴスだが、アンバラへの進攻任務に際し、ジェダイ将軍・アナキン・スカイウォーカーの補佐として第501大隊に復帰。久しぶりの再会となるレックスや初めて出会う第501大隊の兵士たちと共に戦いに参加した。この戦闘では、スカイウォーカーがコルサントに呼び戻され、代わりに代役を務めたジェダイ・マスター・ポング・クレルによる無謀な作戦にファイヴスは苛立ちを覚えていた。最終的にクレルが裏切り者だと気付いたクローンたちはダークサイドに堕ちた彼を逮捕し処刑することになる。
戦争末期、ファイヴスはリンゴ・ヴィンダの戦いで、同僚のクローン兵タップが目の前でジェダイを殺す瞬間を目撃し拘束する。原因を探るため彼をカミーノに輸送したファイヴスだが、最終的にタップは原因不明の死を遂げてしまう。原因を探る中でカミーノアンの主任医療科学者ナラ・セが何かを隠していることを突き止める。最終的に脳内のバイオ・チップの存在に気付いたファイヴスは、自身の頭からチップを取り除き、ジェダイ・マスター・シャアク・ティにそのことを知らせる。彼女の提案もあり、コルサントのパルパティーン最高議長へ直接報告に来たファイヴスは、密室でパルパティーンからオーダー66の真実を告げられる。真実を知り最高議長を殺そうとしたファイヴスだが、騒ぎを聞きつけたシャアク・ティに追われるかたちで逃亡。真相を話す直前にナラ・セから薬物を打ち込まれていたファイヴスは、意識レベルが低下し正常な判断がとれない状態となる。逃走中、同僚のキックスに接触し、アナキンとレックスをとある倉庫街に呼ぶように伝えたファイヴスは、倉庫に来たアナキンとレックスに真相を告げる。しかし、薬物により正常な思考ができていなかったファイヴスは彼らに正しい真実を伝えられないまま、その場に駆け付けたクローン・コマンダー・フォックスに殺害される。その後、ファイヴスとタップの異常はリンゴ・ヴィンダの任務の際に飲んだ水による抑制チップの誤作動によるものということで事件は処理され、この抑制チップについても遺伝子ホストのジャンゴ・フェットの危険な衝動を抑えるためのものだったと説明された。
こうして真実を伝えられず、オーダー66発動によりジェダイは滅びてしまうが、彼の死は無駄にはならなかった。ファイヴスの最期を看取ったレックスは彼の最期の言葉をもとに第501大隊の一部の兵士たちと事件を捜査。最終的にバイオ・チップを取り除き、オーダー66には加わらなかった。
エコー(Echo/CT-1409)
第501大隊所属のARCトルーパー。階級は一般兵。ARCトルーパー昇格後は伍長。ニックネームの由来はお喋りなところからきている。
ファイヴスと同様にドミノ分隊出身のエコーは、ファイヴスと同じく新米時代に哨基地リシ・ステーションの奇襲にて共和国の勝利に貢献。第501大隊に入隊する。その後、カミーノ防衛線での功績が認められファイヴスと共にARCトルーパーに昇進した。ドミノ分隊の中でも勤勉で常に戦略アルゴリズムに目を通していたエコーは、ARCトルーパー昇格後にレックスと共に第501大隊の最新戦略アルゴリズムを構築した。
さらに時が経ち、エコーはジェダイ・マスターのイーヴン・ピール救出任務のため第501大隊と第212大隊の合同任務に参加する。この任務でエコーは仲間たちの道を切り開くために闘い、爆発に巻き込まれて生死不明となり、公式には戦死として記録された。だが、エコーは瀕死の重症を負いつつも生存しており、彼の身体はテクノ・ユニオンのエマー・ワット・タンバーに引き渡された。
エコーはサイボーグとして生きながらえ、睡眠状態のままスカコ・マイナーにある特殊な機械につながれた状態になる。エコーとファイヴス、そしてキャプテン・レックスのみが知る戦略アルゴリズムは分離主義者に利用され、アナクセスの戦いにて共和国軍を追い詰める。しかし、この戦いには第501大隊も参加しており、ファイヴスもすでに死亡していたため、この情報を持つものがエコーしかいないと確信したレックスはアナキンや特殊部隊クローン・フォース99とともにエコー救出作戦を開始。救い出すことに成功する。エコーは分離主義者の技術で作られたサイボーグの体を利用して敵を情報を乱し、アナセスの戦いを勝利に導いた。そして、エコーは自身の特殊な身体では通常のクローンになじめないと悟り、第501大隊には戻らずにクローン・フォース99に加わることになった。
オーダー66以降も帝国を脱走したバッド・バッチと行動を共にしたが、徴兵法案の成立と、それに伴うクローン兵の廃止により、兄弟たちを救うためにレックスと行動を共にすることを決め部隊を離れた。
ジェシー(Jesse/CT-5597)
第501大隊所属のクローン・トルーパー。戦争終盤までにARCトルーパーに昇格し階級も中尉となる。ファイヴスが死亡した後のレックスの補佐官も務めた。アニメ『クローンウォーズ』シリーズ最終回にて登場人物たちの前に最後の敵として立ちはだかるキャラクターでもある。
第501大隊の初期メンバーの1人であるジェシーは同部隊所属のキックス、ハードケースと親しい関係となり、多くの任務で3人で行動することが多かった。クローンの中でも特に愛国心の強いジェシーは顔とヘルメットに共和国の紋章を刻んでいた。ジェシーは指揮官であるキャプテン・レックスから高い信頼を得ており、一般兵でありながら臨時指揮官として部隊を指揮することもあった。惑星サルーカマイでのグリーヴァス捜索任務では、コマンドー・ドロイドの狙撃によりレックスが意識不明となった際に不意の攻撃で指揮官不在となった部隊へ素早く指示を出し、狙撃したドロイドの制圧、自分たちのいる地形の確認などを素早く的確に実行。レックスを治療できる場所を住民と交渉するなど、緊急時の状況にも機転の利いた対応が行えることを証明した。また、戦闘技術も高く、まだパダワンになりたてのアソーカとの戦闘訓練ではジェダイである彼女を打ち倒す技術を見せている。
アンバラへの進攻任務では、アナキン・スカイウォーカーの代わりに指揮官の代役を務めたジェダイ・マスターのポング・クレルによる無謀な作戦に苛立ちを覚えていた。クレルの指揮に疑問を覚えたジェシーはファイヴスの提案する軌道にある分離主義勢力補給船の破壊に賛同し、ハードケースも含めた3人で密かに破壊任務を実行。ハードケースを失いながらも破壊を遂行した2人だが、クレルは共和国の勝利に貢献しているはずの2人に反逆罪として処刑を命じる。第501大隊のクローンたちはファイヴズとジェシーの処刑を命じらるが、クローンたちが発砲する直前、ファイヴズによる訴えにより、クローンたちは故意にミスを犯して処刑を失敗させる。後に、クレルこそ本当の裏切り者で第501大隊と第212大隊を全滅させようと故意に意味のない危険な任務を命令していたことが発覚。真実を知ったクローンたちによりクレルは逮捕され処刑される。
戦争終盤、ジェシーはこれまでの功績からファイヴスの死により空席となった第501大隊のARCトルーパーに選抜され、一般兵でありながらもARCへの昇進を果たす。ジェシーはレックスの補佐官としてキックスと共に多くの任に就いた。
オーダー66発動時は、部下たちと共にアソーカを襲撃するも取り逃がす。その後、裏切り者となったコマンダー・レックスと対立し、彼とアソーカの前に立ちはだかるクローン戦争最後の敵として部下を率いて墜落するクルーザーの中で最後まで戦闘を繰り広げる。ジェシーはレックスの説得に一瞬躊躇するも、共和国への愛国心が強かった彼は最終的にレックスとアソーカを処刑するよう部下たちに命令した。最終的にアソーカとレックスは船から脱出。ジェシーと船に残った千を超える第501大隊のクローン兵たちは全員死亡した。墜落後、アソーカとレックスは墜落現場からジェシーたちの遺体を回収。その場で埋葬し、アソーカはジェシーの墓の前にライトセイバーを供えていった。数年後にはダース・ヴェイダーもこの地を訪れ、アソーカのライトセーバーを回収している。
キックス(Kix/CT-6116)
第501大隊所属の衛生兵。同部隊のジェシー、ハードケースと親しく、多くの任務を共にした。
衛生兵として第501大隊を支えていたキックスは多くの任務で傷ついたクローンたちを救ってきた。健康において絶対的な権限を有していたキックスは階級的には上官であるジェダイ将軍やクローンの士官たちにさえ、健康に関して問題がある場合はその権限を行使して彼らに命令することもあった。また、仲間を大事にしていたキックスは、その命が無意味に危険にさらされる状況に対しては上官に対しても感情的に怒りを表していた。
戦争終盤、キックスはリンゴ・ヴィンダの戦いでおきたトルーパー・タップによるジェダイ将軍・ティプラー射殺事件の調査を任された。事件直後はこの謎を解き明かせなかったキックスだが、逃亡犯となっていたファイヴスへの協力や、その後の独自調査により独断でオーダー66の陰謀を突き止めることとなる。しかし、その事実を伝えようとした直後、キックスは分離主義者の襲撃を受け誘拐されてしまう。冷凍保存されドゥークー伯爵の元へ連行されることになったキックスだったが、輸送船はトラブルにより墜落し、ドゥークーの元へたどり着くことがなかった。
それから50年が経過し、ファースト・オーダーとレジスタンスが紛争を繰り広げていた頃、サイドン・イサノ率いる海賊団によって発見されたキックスは、ジェダイや共和国の顛末を知り、自身が共和国や兄弟たちに貢献できることは何もないと察する。そして、「銀河系最後のクローン」となったキックスはイサノの海賊団に加わり第2の人生を歩むことになる。
ハードケース(Hardcase)
第501大隊所属のクローン兵士。同部隊のジェシー、キックスと親しく、多くの任務を共にした。
好戦的な思考の持ち主であったハードケースは破壊力の高いガトリング型ブラスター・キャノン・Z-6回転式ブラスター砲を愛用し、立ち向かう敵に対して常に挑発的な言葉を投げかけていた。また、どんな絶望的な状況でも笑い声をあけながら敵を破壊していくなど、クローンの中でも珍しい思考を持っており、本人もそのことを気にしていた。一見、危険な思考の持ち主のように思われやすいハードケースだったが、仲間を大切にする想いは本物であり、彼らのためなら自らの命を犠牲にしても良いと思っていた。
アンバラの戦いでは、アンバラの軍事基地をファイヴスと襲撃。敵のファイターを奪取し、味方の危機を救った。その後、代役の指揮官であるジェダイ将軍・クレルの命令に対して疑問を持っていたファイヴス、キックスに協力し、アンバラン民兵のスター・ファイターで分離主義勢力補給船を襲撃。この任務でハードケースは、自身の乗っていたファイターが故障したことで、一人で船に残りレイ・シールドに守られた主要反応炉を爆破することを決心。ファイヴスとジェシーを説得し脱出を見守った後、ミサイルを反応炉に直撃させて爆破。兄弟たちに「生きて明日も戦うんだ」と言葉を残し死亡した。ハードケースの犠牲は共和国の勝利に大きく貢献することになる。
ホーク(Hawk)
第501大隊所属のクローン・パイロット。青いマーキングと赤い羽根の描かれたヘルメットをかぶったホークは、第501大隊の中でも有数のパイロットとして知られた。惑星テスにてジャバの息子を救出する任務では激しい対空砲火の中、指揮官たちを地表へと送り届け、ジョークを飛ばす余裕を見せている。その後もアナキンやレックスから高い信頼を得ていたホークは、撃墜される可能性の高い激しい対空砲火の予想される任務や秘匿性を要求される敵地への潜入任務において、この指揮官たちが乗るガンシップや輸送船の操縦を任されることが多かった。また、スター・ファイターのパイロットとしてアナキンたちの乗るガンシップを地表へ着陸させるため、第501大隊のファイター部隊を率いて最前線で戦うことも多かった。
ドグマ(Dogma)
第501大隊所属のクローン・トルーパー。命令のために生き、そのためならどのような犠牲もいとわない考えを持っていたドグマは、周囲から典型的かつ模範的なクローンとして評価されていた。レックスはこの頑固なトルーパーの忠誠心を疑うことはなかったが、一方で多くの犠牲が出るであろう間違った命令でも疑問の余地を挟まず従うこの頑固な性格は、同部隊のトルーパーたちから疎まれることもあった。
アンバラの戦いにおいて、代役の指揮官を務めていたジェダイ・マスター・クレルの発する、クローンに多大な負担と危険を強いる指揮について、多くのクローンが疑問を唱える中、ドグマはこのジェダイ将軍に対し一切の疑問を持たず命令に従い、クレルの戦術こそが最も迅速かつ効果的なものであると信じていた。そのため、彼に反発するクローンたちへ苛立ちを覚え、兄弟たちへの処刑命令に対しても疑う余地なく実行しようとしていた。
そんなドグマにも兄弟たちへの情はあり、クレルの命令に騙され、第212大隊と同士討ちになった際には自分達が兄弟を敵と誤認して殺したことに驚愕していた。それでも、クローンとして正しい行動をしようとしていたドグマは、彼を逮捕しようとするレックスを裏切り者として殺そうとブラスターを向ける。しかし、レックスの説得により自身の誤りに気付き始めたドグマはブラスターを下ろしクローンたちに捕らえられ、営倉に連行される。その後クレルが同じく逮捕され営倉に入れられると、彼は盲目的なドグマがいたから自身の裏切りの計画が上手くいっていたと豪語した。その言葉に絶望したドグマは、釈放された直後にファイヴスからブラスターを奪い取り、仲間たちとクレルの処刑を決めても「ジェダイ」を殺すことに躊躇いのあったレックスの代わりにクレルを撃ち殺した。その後、ドグマはレックスたちへ銃を向けた事と、正式な銃殺刑の執行に則らずに独断でクレルを銃殺した事に対する罪を償うため刑務所へ連行された。
タップ(Tup/CT-5385)
第501大隊に所属したクローン・トルーパー。アンバラの戦いでは他の仲間たちと同じく、アナキン・スカイウォーカーの代わりに指揮官の代役を務めたジェダイ・マスターのポング・クレルによる無謀な作戦に苛立ちを覚えていた1人であった。その後、クレルが裏切り者と発覚し戦闘状態になると、タップは彼を罠にはめることをレックスに提案。罠にはめることに成功したタップは彼をスタン・ブラスターで気絶させ、逮捕に大きく貢献した。
リンゴ・ヴィンダの戦いでは、戦闘中に制御チップが機能不全を起こしオーダー66が誤って起動。上官であるジェダイ・マスターのティプラーを殺害する。カミーノに精密検査のため運ばれたタップであったが、この時点で既に身体は衰弱しきっており、そのまま死亡する。この事件はダース・シディアスにとっても予想外の出来事であったが、情報工作を何重にも行ったことで真相は闇に葬られ、ジェダイはクローンに仕掛けられた罠に気づくことなく後に壊滅することになる。
アポー(Appo/CC-1119)
認識番号はCC-1119。
クローン大戦時には501大隊の軍曹を務めていた。
オーダー66が発令された時は、ジェダイ聖堂をダース・ベイダーとなったアナキン・スカイウォーカーと共に501大隊を率いて攻撃した。異変を察したベイル・プレスター・オーガナがジェダイ聖堂に降り立った時に、銃を向けて立ち去るよう命じたのもアポーである。その後、突然現れたパダワンのゼット・ジュカッサによって重傷を負うが何とか生き延び、数週間の療養生活を経て部隊に復帰した。
まだレックスの設定がなかった非正史（レジェンズ）では大隊指揮官（クローン・コマンダー）という設定になっている。クローン大戦終結の一ヶ月後にキャッシークへベイダーとともに侵攻した際にオーダー66より生き残ったジェダイマスターのローン・シュラインによって殺害された。その後、ベイダーは捕まえたローン・シュラインに対してアポーを気に入っていたと述べている。
ヴォーン(Vaughn/CT-0292)
第501大隊に属する第332中隊のクローン・キャプテン。
クローン大戦終戦の数週間前、マンダロア包囲戦に派遣されたヴォーンは、コマンダー・レックスとアソーカ・タノと共にダース・モール率いるマンダロリアン・スーパー・コマンドーたちと戦闘を繰り広げた。この戦いの際、ヴォーンと第332中隊のクローンたちはヘルメットをアソーカと同じ文様に染めることで彼女への敬意を表し、軍事顧問という立場である彼女を「コマンダー」と呼び慕っていた。アソーカに率いられて戦ったヴォーンだが、最後はマンダロリアンたちの罠にはまり射殺された。アソーカが現場に駆け付けた直後はまだ息があり、彼女に謝罪しながら息を引き取った。
リッジ(Ridge)
第501大隊内のトレント中隊に所属するクローントルーパー。部隊内では最古参にあたる一般兵でもある。
戦争初期、リッジとトレント中隊は指揮官のレックスやアナキン・スカイウォーカー、クローン部隊とは初の共同任務となるパダワンのアソーカ・タノと共に、惑星テスへ派遣される。戦いが始まる直前、リッジはガンシップ内で仲間のトルーパーからコムリンクを調整するよう命じられていた。 犯罪王ハットの息子ロッタを救出するためリッジたちはガンシップにて地表へ降下し、アセンション・ケーブルで要塞と化した修道院へと続く垂直な崖を登りながらドロイド軍と戦闘を繰り広げた。一時は修道院を占領したトレント中隊であったが、独立星系連合の司令官アサージ・ヴェントレスやドロイド軍の2度目の襲撃を受け窮地に追い込まれる。最終的にアナキンとアソーカはロッタを連れて脱出に成功するが、彼らの脱出まで時間を稼いだトレント中隊は第212大隊到着までにレックスやリッジなど数名の兵士を残して戦死する。しかし、トレント中隊の活躍により、共和国はジャバと同盟関係を結ぶことができた。
壊滅状態となったトレント中隊であったが、その後も兵員補充などを繰り返しながら第501大隊の主力部隊の一つとして各地で戦闘を繰り広げ、リッジもその戦いを生き抜いた。
戦争終結の年、第501大隊の古参兵の一人となっていたリッジはマンダロア包囲戦に参加。その後、モールをコルサントへ護送する際にオーダー66が発動される。クルーザー内でアソーカ・タノとモールの捜索が行われる中、リッジの部隊は格納庫へ向かうモールと遭遇する。リッジはモールを相手に最後まで戦うも、フォースによって剥がされた壁を腹部に飛ばされ死亡する。その後、最終的に船は墜落し、アソーカ、レックス、モールを除く搭乗していた第501大隊のクローン兵全員が戦死した。

### 第212突撃大隊
クローン・コマンダーのコーディが指揮を執るオレンジ色のマーキングを施した部隊。ジェダイ将軍オビ＝ワン・ケノービが率いた。分離主義者のグリーヴァス将軍との遭遇率が高く、幾度となく彼の部隊と戦闘を繰り広げている。
コーディ(Cody/CC-2224)
クローン・コマンダーの一人で第7空中軍団やそこに所属する第212突撃大隊の指揮官。
格闘に長けており一般のクローン・トルーパーが倒せなかったバトル・ドロイドを格闘戦で破壊するなど軍事格闘に長けている。コーディは第1世代のクローンではあるが、クローン戦争最初の戦いであるジオノーシスには参戦していない。
ジェダイ将軍・オビ＝ワン・ケノービの副官として3年間彼を支えており、オビ＝ワンとは密接な友情を育んでいる。オビ＝ワンに影響を受けたコーディは彼に似た冷静沈着な名指揮官に成長していく。オビ＝ワンのことを知り尽くしたコーディは、互いに短い言葉だけで彼との連係プレイを可能としており、分離主義者将軍のグリーヴァスとの戦闘ではオビ＝ワンと連携して何度も追いつめている。また、オビ＝ワンの弟子であるアナキンとの合同任務の多さから第501大隊との関係も深く、第501大隊指揮官であり階級的にはコーディより下のレックスとは互いを呼び捨てし、タメ口で話す間柄となっている。レックスとは様々な苦難を乗り越えており、戦後十数年たった後のレックスも一番親しかったトルーパーとしてコーディの名前を挙げている。
指揮能力の高さに加え軍事格闘に長けたコーディーは徒手格闘でバトル・ドロイドを打倒したほか、数体のコマンドー・ドロイド相手に装備していたナイフ一本で制圧しクローン・コマンドーのクロスヘアの命を救っている。また、オビ＝ワンと同じく無意味な暴力は好まず、交渉で衝突を回避しようとすることもあり、分離主義に属する惑星の総督への人質交渉では、コーディの交渉術により人質解放に成功している。
大戦末期に勃発した惑星ウータパウの戦いでは、オビ＝ワンの窮地に駆け付ける。戦闘中は部隊を指揮しながらもオビ＝ワンが戦闘中に落としたライトセーバーを回収し、談笑しながら返却する場面も見られ友好的なやり取りをしていた。しかしその直後、ジェダイ抹殺指令「オーダー66」が共和国から発動され、共和国（実質パルパティーン）に従うコーディはオビ＝ワンの砲撃を命じ、友情よりもバイオチップによる命令がクローンにとっての最優先事項である事を示した。
その後、コーディは装甲服のペイントを変えて僅かな期間を帝国に仕えた。しかし、帝国の圧政、オーダー66への疑問が積み重なり、帝国軍を無許可離隊した。
「バイオ・チップ」の設定が発表される以前に執筆された非正史（レジェンズ版）の小説版EP3では、オーダー66発令時に「もう少し命令が早ければ、ライトセーバーを渡さなかったのに」と、直前のオビ＝ワンとのやり取りを指して愚痴をこぼしたり、戦友としてよく知るオビ＝ワンの実力を冷静に分析して慎重に砲撃を指示していたりと、クローン・トルーパーは必ずしもオーダー66を無感情・機械的に遂行していたわけではなく、僅かな人間性と確かな戦術的思考を持って実行していたことが描かれている（他にもバイオ・チップの設定が発表される以前に執筆されたスピンオフ小説では、個人の意思によってオーダー66の遂行を拒否したクローン兵が少数存在したという設定もある）。
ダヴィジャン(Davijaan/CC-2237)
共和国宇宙軍所属の戦闘機パイロット。クローン・コマンダーの1人で第212突撃大隊と同じ第7空中師団に属するファイター部隊「スクワッド・セブン」の指揮官でもある。コールサインは「オッド・ボール」。
戦争初期のオッド・ボールは指揮官ながら命を左右する出来事に際し冷静さを失うことがあり、上官であるジェダイ将軍・オビ＝ワン・ケノービに救われる局面も多かった。しかし、戦争が長期化するにつれ成長していったオッド・ボールは「獲物は絶対に逃さないパイロット」として他の部隊のクローンにも知れ渡る名パイロットに成長し、多くの戦いで共和国の勝利に貢献した。ジェダイ・パダワン・アソーカ・タノが留置場から脱走した際には、アナキン・スカイウォーカーの命令に従い彼女を追跡し、追い詰めることに成功している。コルサントの戦いではスクワッド・セブンを率いて、アナキン・スカイウォーカーやオビ＝ワン・ケノービと共に独立星系連合軍のドロイドスターファイターと戦闘を繰り広げ、パルパティーン最高議長救出に大きく貢献した。
ワックサー(Waxer)
第212突撃大隊内のゴースト中隊に所属したクローン・トルーパー。隊を率いることもあり、アンバラの戦い時点では中尉としてコーディの補佐官兼小隊長を務めていた。
ワックサーはクローン大戦を通して同僚のクローンであるボイルと行動することが多かった。心優しく穏やかな性格であり、戦争に苦しむ人々のためなら多少の命令無視をすることもあったワックサーは、ジェダイ将軍オビ＝ワン・ケノービとコマンダー・コーディと共に数々の任務で秀でた活躍をみせ、ボイルと共にオビ＝ワンとコーディから大隊の中でも特に優秀な兵士として信頼されていた。
惑星ライロスの戦いでは。街に設置されたドロイド軍とプロトン砲の破壊・殲滅作戦に従事。この任務でボイルと共に偵察任務を任されていたワックサーは、そこでトワイレックの少女・ヌーマと出会う。少女を救出し、彼女の協力の元、ドロイド軍の裏をかくことに成功した彼らは、最終的に惑星の解放に成功する。この戦いでヌーマからトワイレッキ語で「ネーラ（兄弟）」と慕われた2人はこの戦い以降、自分たちのアーマーにヌーマのイラストを描き加えていた。第2次ジオノーシスの戦いではコーディより、敵地に墜落したガンシップからオビ＝ワンを救出する任務が与えられる。味方の援護を受けながらも敵地の最前線に2人のみで突入したワックサーとボイルはブラスターの飛び交う戦火の中から重症のオビ＝ワンを救出、彼の命を救った。
戦争中期、アンバラ侵攻作戦に参加したワックサーは第212大隊の小隊指揮官として部隊を率いていた。この任務でワックサーは第501大隊代理指揮官であるジェダイ将軍・ポング・クレルからクローンに変装したアンバラ民兵の殲滅任務を命じられる。しかし、これはクレルによる罠であり、ワックサーの小隊は本物の第501大隊と同士討ちしてしまうことになる。クレルの罠に気づいたキャプテン・レックスの介入により全滅は免れた両部隊だが、この戦いで死傷者を多く出し、ワックサーも重傷を負う。ワックサーは最期の力でレックスにクレルの命令で攻撃したことを伝え、その後、兄弟を殺した後悔の言葉を吐きながら息絶えた。彼の死をきっかけにクレルの逮捕を決意したクローンたちは最終的に彼を反逆罪で逮捕し処刑することになる。ワックサーの死の瞬間はクローンウォーズシリーズを通して初めてキャラクターが涙を流したシーンとなる。
ボイル(Boil)
第212突撃大隊内のゴースト中隊に所属したクローン・トルーパー。小隊長として部隊を指揮することもあった。
ボイルはクローン大戦を通して同僚のクローンであるワックサーと行動することが多かった。同僚のワックサーと対照的にぶっきらぼうで皮肉屋であったボイルは任務に対し忠実でありながらも、思うようにいかないときには不満を漏らすことが多かった。ジェダイ将軍オビ＝ワン・ケノービとコマンダー・コーディと共に数々の任務で秀でた活躍をみせ、ワックサーと共にオビ＝ワンとコーディから大隊の中でも特に優秀な兵士として信頼されていた。
惑星ライロスの戦いではワックサーとの偵察任務にてトワイレックの少女・ヌーマと出会う。ボイルは当初、任務の足手まといになると少女を見捨てようとするが、ワックサーの説得とヌーマとの交流を通して少女を救うことを決意。少女の協力の元、ドロイド軍の裏をかくことに成功した彼らは、最終的に惑星の解放に成功する。この戦いでヌーマからトワイレッキ語で「ネーラ（兄弟）」と慕われた2人はこの戦い以降、自分たちのアーマーにヌーマのイラストを描き加えていた。第2次ジオノーシスの戦いではコーディより、敵地に墜落したガンシップからオビ＝ワンを救出する任務が与えられる。味方の援護を受けながらも敵地の最前線に2人のみで突入したボイルとワックサーはブラスターの飛び交う戦火の中から重症のオビ＝ワンを救出、彼の命を救った。
アンバラの戦いで親友のワックサーが戦死した後も、ボイルは第212大隊で活躍し、キロスの戦いや惑星クリストフシスでのクインラン・ヴォス、アサージ・ヴェントレス、ドゥークー伯爵の捜索任務などに参加した。
クローン戦争終結後のボイルの生死は不明であるが、クローン戦争終結から約15年後、ボイルとワックサーに命を救われ成長した少女・ヌーマは帝国に立ち向かうレジスタンス戦士としてチャム・シンドゥーラの補佐を務めた。この反乱運動を通してヌーマは左腕に第212突撃大隊のクローン・アーマーを装着し、装甲の上腕部分にオーラベッシュ文字で「ボイル」の名前を刻んでいた。
グレガー(Gregor/CC-5576-39)
第212突撃大隊所属のキャプテン。同大隊所属のクローン・コマンドー部隊「フォックストロット・グループ」の指揮官であった。
エリート兵士であるクローン・コマンドーの一人であったグレガーは戦争初期に数々の戦いに従軍した。その後、キャプテン・グレガーは惑星サーリッシュの戦いに参加。この戦闘は共和国の歴史的大敗となり、グレガーも搭乗していたシャトルの墜落により記憶喪失に陥る。惑星アバファーに漂着し、サラスタンのボーカスによって発見されたとき記憶をなくしていたグレガーは、ボーカスの元で彼の経営する食堂の皿洗いとして働くことになる。グレガーを手放したくなかったボーカスはクローン・コマンドー・アーマーと武器を隠し、彼の素性を隠し続けた。
戦争中期、ミーバー・ガスコン大佐率いる共和国のドロイド部隊「D分隊」が特別任務の最中に惑星アバファーに漂着。彼らは任務で手に入れた暗号化モジュールを共和国へ届けるために新たな船を探していた。そんな時、ガスコンは偶然にもグレガーと出会う。記憶喪失のグレガーの協力を得るため、ガスコンはR2-D2にクローンのホログラムを彼に見せるよう命令する。R2-D2と親しいクローンのキャプテン・レックスのホログラムと、グレガー自身の手首に埋め込まれた認識コードを見たグレガーは記憶を取り戻す。グレガーは自身の素性を隠し続けていたボーカスと衝突したうえでアーマーと武器を取り戻し、D分隊に協力。この分隊が惑星を脱出するための船を奪取するため、分離主義者のドロイド軍駐屯地を一人で襲撃した。数多くのドロイドを一人で倒していったグレガーはD分隊をシャトルに乗せることに成功。グレガーを救出しようとするガスコンとD分隊に「仕えることができて光栄だった」「自分で生きて帰る」ことを告げ、引火性の高いライドニウムを爆破。D分隊を逃がすことに成功するも生死不明となった。
その後のグレガーについての詳細は詳しく知られていないが、抑制チップを取り除いてオーダー66には参加しなかったことが語られている。また、帝国樹立後にはストーム・トルーパーの第一世代の訓練教官を務めていたが、後に逃亡したことが『スターウォーズ バッド・バッチ』で語られた。
クローン戦争から15年後にはキャプテン・レックスやコマンダー・ウォルフとともに、惑星シーロスの改造AT-TEで引退生活を満喫していた。戦争での後遺症から軽い狂気を伴う陽気な性格となったグレガーは、レックスたちと共に反乱同盟軍に協力。ロザル戦役にて、反乱の大きな転換期となるロザル解放戦に参加し、惑星を救う大きな活躍を見せるも主要メンバーの中で唯一、瀕死の重傷を負う。最後はレックスに看取られながら穏やかな表情で死を迎えた。

### 第104大隊（ウルフパック）
クローン・コマンダー・ウォルフ率いるクローン大隊。別名ウルフパックと呼ばれ、所属隊員は全員オオカミの紋章が入った装甲服を身に着けている。ジェダイ将軍プロ・クーンに率いられていた。
ウォルフ(Wolffe/CC-3636)
第104大隊を指揮するクローン・コマンダー。彼の部隊は別名「ウルフ・パック」と呼ばれ、隊員は全員オオカミの紋章を刻んだ装甲服を身に着けていた。
命令に忠実であり神経質な性格でもあったウォルフはジェダイ将軍・プロ・クーンに仕え、クローン戦争の3年間を彼の元で戦い抜いた。また、ウォルフはクーンの教え子の一人であるアソーカ・タノや彼女の指揮した第501大隊とも任務を共にすることが多く、時にはアソーカが第104大隊を率いることもあった。また、仲間思いである彼は脱走兵に対しても寛容であり、脱走兵を集めた分隊を結成したこともある。
クローン戦争の初期、ウォルフとクーンの部隊が乗り込んでいたヴェネター級スター・デストロイヤー「トライアムファント」が独立星系連合の軍艦「マレヴォランス」の攻撃を受ける。ウォルフとクーン、同部隊のトルーパーであるシンカーとブーストは脱出ポッドで脱出。宇宙空間で追撃に来るドロイド部隊と戦闘になるも撃退に成功し、救援に来たアナキン・スカイウォーカーとアソーカ・タノに救出された。
部隊の再編成後、コームの戦いに参加したウォルフは、アサージ・ヴェントレスとの戦闘で右目を負傷する。この戦いを生き延びたウォルフは失った右目の代わりに義眼を移植することで部隊に復帰する。復帰後も様々な戦場でクーンと共にウルフ・パックを率いたウォルフは主に敵陣からの危険な救出任務、震災や戦災に見舞われた惑星への救援任務に派遣され、ウルフ・パックの名を銀河に知らしめた。ウォルフはドロイドのC-3POやR2-D2と任務を共にした機会があり、特に奇想天外な行動をするC-3POの行動に苛立ちを覚えていた。後の任務で再びこの2体のドロイドと再会した際には、C-3POからの長い旅の自慢話をクーンの命令もあり、ため息交じりに聞かされる羽目となった。
終戦時のウォルフに関しては不明な点が多いが、ウォルフは頭部に埋め込まれたバイオ・チップを取り除きオーダー66に従うことはなかった。それから15年後、レックスやグレガーと共に惑星シーロスで引退生活を送っていたウォルフは、ジェダイがクローンへ復讐に来ることを恐れ、レックスにコンタクトを取ろうとするアソーカを密かに妨害し、彼らの元にアソーカから派遣された反乱同盟の宇宙船「ゴースト」のジェダイたちが接触してきた際にも帝国軍に密告していた。しかし、ゴーストのメンバーとの交流や帝国軍との闘いを通して、ウォルフも反乱同盟に加わることを決意。ロザル戦役に加わり、エピソード4の1年前に発生した反乱の大きな転換期となるロザル解放戦に参加し勝利。この勝利は、帝国軍との戦いの流れを大きく変えることになる。
シンカー(Sinker)
第104大隊に所属するクローン・トルーパー・サージェント。部下のブーストとは行動をよく共にしている。
ウルフパック部隊に所属していたシンカーは、コマンダー・ウォルフやジェダイ将軍プロ・クーン、部下のブーストと共に戦争初期に起きた独立星系連合の新兵器「マレヴォランス」の攻撃を生き延びた4人の生存者のうちの一人であり、その後も多くの任務でウルフパックを支えた。シンカーは自分たちクローンはただの消耗品だと考えていたが、クーンとの任務を通して考えを改めている。また、シンカーはユーモアを大切にしており、いつ死ぬかわからない戦場においても仲間たちの前で皮肉な冗談を口にすることを忘れなかった。
マレヴォランス襲撃の際に宇宙空間での戦闘を生き抜いたシンカーは、その後もブーストと共にフェルーシアの戦いやアリーン支援作戦に参加した。
ブースト(Boost)
第104大隊に所属するクローン・トルーパー。上官のシンカー軍曹とは行動をよく共にしている。
ウルフパック部隊に所属していたブーストは、コマンダー・ウォルフやジェダイ将軍プロ・クーン、上官のシンカーと共に戦争初期に起きた独立星系連合の新兵器「マレヴォランス」の攻撃を生き延びた4人の生存者のうちの一人であり、その後も多くの任務でウルフパックを支えた。大雑把な性格をしていたブーストは繊細さに欠けており、瓦礫で塞がれた扉なども撤去せずにブラスターでそのまま破壊するなど、手間のかかることを嫌っていた。また、風呂嫌いで知られ、たまにしか入らないことをシンカーから注意されていた。上官のシンカーに対してもため口で接していた。
マレヴォランス襲撃の際に宇宙空間での戦闘を生き抜いたブーストはその後もシンカーと共にフェルーシアの戦いやアリーン支援作戦に参加した。
コメット(Comet)
第104大隊に所属するクローン・トルーパーの伍長。大隊指揮官であるコマンダー・ウォルフの補佐を務めることが多かった。
コメットはウォルフと共に救援・捜索任務に従軍することが多く、惑星ヴァンコアへのジェダイ将軍アナキン・スカイウォーカーとマスター・メイス・ウィンドゥの救出任務、惑星ローラ・サユーでのジェダイチームの救出任務、惑星カダーヴォでのジェダイやトグルータの植民者の救出任務に参加。これらの救出任務の成功に貢献した。クローン戦争晩年にはクーンやウォルフと共に救難信号の発信されたシャトルの捜索任務に参加。そこでコメットが発見したシャトルはクローン軍の発注者として知られる亡きジェダイ・マスター・サイフォ＝ディアスのシャトルであった。
ウォートホッグ(Warthog)
第104大隊「ウルフ・パック」に所属するクローン・トルーパー・パイロット。スター・ファイターにおける戦闘の際には、コマンダー・ウォルフに変わりジェダイ将軍のプロ・クーンを補佐した。
スター・ファイターの操縦に長けていたウォートホッグは、V-19トレント・スターファイターやZ-95ヘッドハンター、リパブリック・アタック・ガンシップなど、幅広い戦闘機・輸送船を乗りこなしていた。ウォートホッグはプロ・クーンの宇宙船や空中戦における補佐官として多くの戦いを共にした。その際、ウォートホッグは何度か窮地に陥ることもあったが、そのたびにクーンに命を救われていた。

### コルサント・ガード
共和国の首都である惑星コルサントの治安維持を専門とする保安警察の役割を持った赤いマーキングのトルーパー部隊。別名「クローン・ショック・トルーパー」。憲兵隊の役割もあった。
サイア(Thire/CC-4477)
パルパティーン最高議長（ダース・シディアス）直属のクローン部隊・ショック・トルーパー（政府関係の護衛や関係施設の警備、首都コルサントの防衛、コルサント市街地のパトロールが主任務であり軍憲兵も兼ねている。また、装甲服には赤い装飾が施されている）の指揮官であり、ARCトルーパーの訓練を受けている。
戦争初期、ジェダイ・マスターのヨーダの交渉任務に護衛として選ばれたサイアは、仲間2人（リス、ジェック）のクローン兵を率いる隊長としてチームを指揮。負傷しても自らおとりを志願したり、自分達の容姿については「代り映えしない同じ顔」と述べるなど、自分たちの価値を低く見ていた。しかし、部下共々戦闘中にヨーダからフォースに基づく訓示を受けたことをきっかけに意識が変わり、戦闘中に窮地に陥ったヨーダを救う。この時、ヨーダからは「何かが変わった」と評されている。
戦争終盤、オーダー66発令後にはパルパティーン皇帝が元老院議事堂でヨーダと戦った後、パルパティーンに命じられ共和国を裏切ったヨーダ捜索任務の指揮を執っていた。
リース(Rys)
ショック・トルーパーの一人で外交任務の警護を担当していた。衛星ルゴサにおける交渉任務ではサイアの指揮下に置かれ、分離主義勢力の襲撃の中でマスター・ヨーダ、サイア、ジェックと共に死線を潜り抜ける。この任務でリースはジェックからの問いに「ジェダイの言っていることは分からない」と答えるなど、ヨーダの自由奔放な発想に困惑する場面もあったが、ヨーダの「敵にばかり注意を向けず仲間に目を向けよ」というアドバイスを受け、敵を相手にしても余裕を持てるようになる。任務から帰還する際、ヨーダはフォース・ヴィジョンでリースが近い将来、死ぬかもしれないことを予感するが、フォースの意思を信じ、また会えることを願って彼には話さなかった。
ジェック(Jek)
ショック・トルーパーの一人で外交任務の警護を担当していた。終戦次点ではクローン・キャプテンに昇格している。
衛星ルゴサにおける交渉任務ではサイアの指揮下に置かれ、分離主義勢力の襲撃の中でマスター・ヨーダ、サイア、リースと共に死線を潜り抜ける。元々好戦的であり、エリートとはいえ護衛や警備任務ばかりの憲兵部門より前線で戦いたいと願っていたジェックは、外交任務に重火器を持ち込み火力こそが全てと信じていた。しかし、ヨーダとの任務の中で「武器ではなく自分の強い心で勝つことを学ぶ必要がある」と教えられる。この任務でヨーダはジェックが将来的に何らかの理由で戦死するフォース・ヴィジョンを見るも、フォースの意思を信じ彼に話さなかった。
ルゴサでの任務後、ジェックはコルサント・ガードからの転属願いを出し、第41精鋭兵団にてコマンダー・グリー率いるスカウト部隊に移動となる。ヨーダのアドバイスに従い、惑星種族との交渉や交流、共同任務を主とするこの部隊に所属することになったジェックは終戦までにクローン・キャプテンにまで昇格する。キャッシークの戦いでは司令部でヨーダに再会し、彼の補佐官を務めた。しかし、オーダー66が発動されると、彼は躊躇なくヨーダを射殺しようとする。だが、フォースでそれを予知したヨーダはコマンダー・グリー共々、ジェックの頚を躊躇なく跳ねて殺害した。これにより、ヨーダはかつての予言を自身で現実のものとすることになった。
フォックス(Fox/CC-1010)
コルサントのショック・トルーパーを統括していたクローン・コマンダーの一人。フォックスは銀河共和国最高議長であるシーヴ・パルパティーンをはじめとした元老院議員たちの警護のほか、主要区画の警備、刑務所の警備など各種業務の指揮を担当していた。役職柄その地位も高く、ジェダイ・パダワンよりも高い権限を持っていた。最前線でも活躍し、パドメ・アミダラ議員を拘束したズィロ・ザ・ハットの宮殿を襲撃しズィロを逮捕、アミダラ議員を救出することに成功している。一方で後手に回ってしまうことも多く、アソーカ・タノの逃走劇の際には一時、彼女への処刑命令を出したほか、バイオチップを巡る騒動では、パルパティーンの命令により、重要参考人のファイヴスを射殺している。
これらの経緯もあり、銀河帝国樹立後のジェダイ聖堂におけるジェダイ・マスター・ジョカスタ・ヌーとの闘いのさなかでダース・ヴェイダーに殺害される。
ストーン(Stone/CC-5869)
元老院議員の護衛を担当していたクローン・コマンダー。部下である3名のクローン・ショック・トルーパーと共に危険地帯に赴く外交官や共和国元老院議員を警護していた。ストーンは指揮能力の高さの他、観察力にも優れていた。
惑星フローラムにおける外交任務では海賊たちの襲撃により輸送船が撃墜。その時の衝撃で外交官のカーラス議員が死亡し、ストーンら4人のトルーパーと同行していたグンガンの議員、ジャー・ジャー・ビンクスが生き残る。部下のクローンたちは、現場指揮権はストーンにあると確信していたが、ストーンは今の指揮権はジャー・ジャーにあると部下たちに告げた。その後、海賊の襲撃を受けた際、ジャー・ジャーと協力して窮地を乗り越えたクローンたちは、交渉任務を成功させるため海賊の基地を目指す。そして、戦車に守られた基地を発見した際、ジャー・ジャーの性格や素質を見抜いていたストーンはジャー・ジャーを「交渉」と称してワザと一人だけで敵の戦車部隊の最中に行かせる作戦を立てる。この作戦に部下たちは「殺されてしまう」と反対するが、ストーンは「彼は見た目よりもずっと利口だ」と、ジャー・ジャーをそのまま行かせる。そして、ジャー・ジャーのトラブルメーカーな性質のおかげで戦車部隊が混乱している隙に背後に回り込んだストーンたちは一人のグンガンと4人のトルーパーのみで戦車部隊を制圧することに成功。ストーンはジャー・ジャーに賛辞を贈った。その後、無事任務を終えた外交チームは捕らえられていたアナキン・スカイウォーカーとオビ=ワン・ケノービを救出した。
ソーン(Thorn)
外交任務に従事していたクローン・コマンダー。前線に出ることの少ないショック・トルーパーの中でも珍しく重火器を好んで使用しており、「ハンマー」と名付けたZ-6ロータリー・ブラスター・キャノンを愛用していた。
戦争中期、インターギャラクティック銀行グループの主要惑星である惑星スキピオへパドメ・アミダラ議員を護衛するための任務に就いたソーンの部隊は、その夜にドゥークー伯爵が直接率いるドロイド軍部隊の奇襲を受ける。最初の奇襲で航空機部隊を失ったソーンたちはドロイド大隊に周囲を囲まれてしまう。別場所にいたパドメに警告を送ったソーンはその場で部下たちと交戦。コマンドー・ドロイドをはじめとする特殊部隊を相手に次々と部下が倒れていく中、最後の一人となったソーンは負傷しながらも多くの敵をなぎ倒していくが、敵の物量に押され最後は複数の弾丸を胸に受け戦死するのであった。彼の死後、救援に駆け付けたアナキン・スカイウォーカーとキャプテン・レックス率いる第501大隊が彼の遺体を発見する。

### 第41精鋭兵団
グリー(Gree/CC-1004)
第41精鋭兵団の指揮官であるクローン・コマンダー。エイリアンについての造詣が深くグリーという名前も未知のエイリアン種族の総称である。このことから固有のエイリアンが多く住む星に派遣される事が多かった。グリーはジェダイ将軍・ルミナーラ・アンドゥリの指揮下で様々な惑星にてエイリアン種族と交流を図り、さらなる知識をつけた。これにより、彼の部隊はエイリアン専門の特殊部隊として知られるようになり、エイリアンとの合同任務に派遣されることが多かった。
戦争終盤、惑星キャッシークでは密林環境に順応するため迷彩柄の装甲服を着こみ、ジェダイ・マスターのヨーダと共に独立星系連合軍と戦った。その後、ジェダイ抹殺の指令であるオーダー66が発令されると、頭部に埋め込まれたバイオチップが発動した彼は部下と共に背後からヨーダを射殺しようとするが、ヨーダによってキャプテン・ジェック共々首をはねられ死亡した。

### 第91機動偵察兵団
ネーオ(Neyo/CC-8826)
第91機動偵察兵団指揮官のクローン・コマンダー。D分隊所属のピット・ドロイド・WAC-47の持ち主でもある。ネーオは第21新星兵団のクローン・コマンダー・バカーラとも親しい関係であった。ジェダイ将軍のスタス・アリーの指揮下にあったネーオは、偵察やスピーダーバイクによる機動戦闘に優れており、機動偵察兵団を率いて多くの戦地で戦闘を繰り広げた。
戦争終盤、オーダー66が下された時、ネーオはサルーカマイで上官であったスタス・アリーを殺害した。

### 第327星間兵団
ブライ(Bly/CC-5052)
第327星間兵団指揮官のクローン・コマンダー。装甲服に黄色い縦じまが施された装甲服を身に着けたブライは、ジェダイ将軍のアイラ・セキュラとクローン戦争の3年間を共にすることとなる。
ダース・シディアスによってオーダー66が発令された際には、他のクローン・トルーパー同様命令に従い部下共々背後からアイラを射殺した。

### 第21新星兵団
バカーラ(Bacara/CC-1138)
第21新星兵団指揮官のクローン・コマンダー。クローンの精鋭部隊「ギャラクティック・マリーンズ」の育成・指揮も任せられていた。ジェダイ将軍・キ＝アディ＝ムンディの指揮下で戦っていたバカーラは、訓練教官であったジャーニーマン・プロテクターにマンダロアの文化を教わり、独りでいることを好む寡黙な一匹狼として成長した。
バカーラは訓練官としても才能を発揮し、指揮下のギャラクティック・マリーンズに過酷な育成を施した。バカーラは部隊に適さないと判断したものは容赦なく転属させるなど、厳しい指揮官として知られた。その結果、バカーラ率いるギャラクティック・マリーンズは効果的で迅速な対応力を持つエリート部隊に育つことになる。
オーダー66発動の際には命令に従い、惑星マイギートーにてムンディを射殺した。

### 脱走兵
カット・ロクウェイン（Cut Lawquane）
クローンの脱走兵。元はクローン軍に所属する標準的なクローンの一体であった。しかし、ジオノーシスの戦い直後に彼の所属する部隊はドロイド軍の奇襲に合い、最終的に部隊は全滅。生き残った彼は戦争の悲惨さを実感して軍から逃亡。そこで出会ったトワイレックの女性・ス―と結婚し、彼女の連れ子たちと一緒に名前を変えて戦争とは無縁の生活を送ることになる。
しかし、クローン戦争が彼の住むサルーカマイまで広がると、彼の営む農場の周囲にもドロイド軍の一部隊が襲撃してくることになるが、その時、たまたまその農場に負傷して運ばれてきたクローン・キャプテン・レックスと共闘して、ドロイド軍を撃退した。レックスは彼のことを軍には報告せずに立ち去り、戦争終結後も彼とは交流を持つことになる。また、クローン・フォース99とも交流を持っており、帝国樹立後に脱走兵となった彼らに協力する。
帝国樹立後、レックスの警告もありサルーカマイを離れた彼の一家は、その後、戦争とは無縁の余生を過ごしたことが語られている。
ヒーター（Heater）
クローンの脱走兵でありウルフパック指揮下の元・脱走兵で結成された分隊の隊長でもあった。
クローン戦争初期、ヒーターは自身の人生は本当に正しいのかに悩み軍を脱走。しかし、直ぐに捉えられカミーノへ送還された。カミーノでヒーターは自身の行動が本当に正しかったのか悩んでいたが、そんな時、コマンダー・ウォルフにスカウトされ、脱走兵で結成された分隊の隊長に任命される。ヒーターと同じクローンの脱走兵、レーストラック、チャーリー、シンクの4名からなる分隊は、分離主義勢力の兵器庫の破壊任務に参加し、窮地に陥りつつも任務を無事達成し全員が生還する。
ヒーターは任務達成後、キャプテン・レックスにスカウトされて第501大隊に移動となった。

### クローン・フォース99
クローン・フォース99（Clone Force 99）は共和国軍に所属したクローン・コマンドー部隊。通称『バッドバッチ（Bad Batch/不良分隊）』又は『CT-99』『実験ユニット99』。彼らはカミーノの主要エンジニア・主任医療科学者のナラ・セにより、彼女の個人ラボで意図的に遺伝子に突然変異を加えて作り出された5人のクローンのうちの4人で構成されている。後に、元501大隊ARCトルーパー伍長のエコー、ジャンゴの遺伝子を持つクローンの少女・オメガが仲間に加わる。また、帝国樹立後はクロスヘアが同部隊を脱退している。名前の由来はカミーノの戦いで戦死した奇形クローン「99号」からとられている。
様々な指揮官の下で活動しており、コマンダー・コーディ、第501大隊（アナキン・スカイウォーカーとキャプテン・レックス）などの指揮下で功績を挙げた。
ハンター(Hunter)
クローン・コマンドーの軍曹でバッド・バッチの指揮官。五感を強化されている彼は、センサーよりも優れた嗅覚、聴覚で敵の居場所を割り出すことに長けていた。また指揮官としての技能・戦闘力にもたけており、曲者揃いの同部隊をまとめていた。また、反抗的な態度を取り場を混乱させるレッカーやクロスヘアをなだめ、上官であるジェダイやクローンとの間を取りもつなど社交性も持ち合わせている。
武器としてブラスターのほか、バイブロブレードによる接近戦にもたけており、相手に接近して戦うことを好んでいた。
一般的なクローンとも友好的でコマンダー・コーディ―、キャプテン・レックス、脱走兵・カット・ロクウェインらと友好的な関係を築いていた。また、ジェダイを信頼しており、オーダー66の際には、若きパダワン・ケイレブ・デューム（後のケイナン・ジャラス）を逃がしたが、マスターの方は救うことができなかった。
クロスヘアー(Crosshair/CT-9904)
バッド・バッチの狙撃手。優れた狙撃能力で同部隊のマークスマンを務めた。
通常のクローンを「レック（レギュラークローン）」と見下し、コマンダー・コーディなど一部のクローンを除いて友好的な交流はしていなかった。また、皮肉屋である彼は、その言動から周囲との衝突が絶えなかった。
帝国樹立後、軍を離反したバッド・バッチと決別。後にクローン・コマンダーとして通常の人間のみで結成された特殊部隊「エリート・スクワッド」の指揮官となる。
当初は通常のクローン兵に対して軽蔑にも近い感情を向けていたが、帝国樹立後に通常のクローン部隊のいくつかと任務を共にした経験やコーディやメーデーなどのクローンコマンダーたちとの交流を通しその感情も消え去る。最終的には帝国に離反し上官を撃ち殺すも、帝国に逮捕され拘留される。その後同じく収監されたオメガと再会、共に脱出する形でバッド・バッチに再加入した。
レッカー(Wrecker)
バッドバッチに所属するクローン隊員。並のクローンとは比較にならない巨漢であり、闘争心の塊であったレッカーはクロスヘア―と同様に同部隊のトラブルメーカーでもあった。また、彼も通常のクローンを嫌っており、一部のクローンとしか友好的な関係を築いていなかった。
戦闘能力は高く、近接戦でも素手でドロイドを破壊するほどの怪力であった。一方、その破壊衝動により任務に支障をきたすこともあり、更に高所恐怖症という弱点もあった。
テク(Tech)
バッドバッチ所属のエンジニア兼パイロット。天才的な頭脳と技術をもつ彼は、同部隊の技術的なサポートを行っていた。また、戦闘能力も高く、2丁拳銃や様々な武器を使用して最前線でも他の隊員に後れを取らない戦闘技能を見せていた。
その知識量から、常に周囲にとってはどうでも良い知識を喋っているが、戦時には冷静に状況を見極め作戦を立案することもある。
クロスヘアーを巡る任務の中で仲間を助けるために「プラン99」を実行。自らを犠牲にする形で99のメンバーを救い谷底へ落下、生死不明となる。
エコー(Echo/CT-1409)
エコーを参照。

### 惑星ライロス駐留部隊
ハウザー（Howzer）
クローン戦争初期に起きたライロスの戦いの後、惑星ライロスに駐留したクローン部隊を指揮したキャプテン。温厚で優しい性格のハウザーはライロス解放運動の指導者・チャム・シンドゥーラと戦いを通して友情を築く。また、彼の娘であるヘラ・シンドゥーラ―のことも心配しており、彼女が軍敷地内で粗相をした際にも、上層部には報告せず内緒で逃がしている。
帝国樹立後、ライロスへの帝国の圧政に疑問を抱いていたハウザーは帝国によるチャムの逮捕を受け離反を決心。チャムと彼を救出に来たバッド・バッチをコマンダー・クロスヘアーの罠から救う。そして、自身はその場に残り、部下たちに「自分たちは何のために戦っているのか」「こんな命令には従えない」と告げる。その姿に影響されたクローン兵たちは次々と武器を捨てた。その姿を反逆罪と捉えたクロスヘアーは他のクローンたちにハウザーと離反したクローンたちを拘束するように命令。ハウザーたちは逮捕されるが、チャムは逃亡することに成功した。この事件は、クローンはジェダイ殺害以外の命令においては抑制チップが必ずしも作用するとは限らないことを示した。
その後、ハウザーと部下たちは帝国の別の施設へ移されることになるが、エコー率いるクローン反乱ネットワークの襲撃により救助された。

### クローン・アンダーグラウンド
キャプテン・レックスとライヨ・チューチー議員によって率いられた帝国初期のクローン・トルーパーによる反乱同盟。レックスとエコーを中心にキャプテン・ハウザーと彼の部下、ネメック、ファイアボール、コマンドー・キャプテン・グレガー、帝国軍内のクローンたちによって組織され、「全てのクローンの救済」を目的に帝国軍の主要施設への潜入や破壊工作などの活動をしていた。

### 惑星セレノー駐留部隊
ウィルコ（Wilco）
ドゥークー伯爵の母星であり彼と住まいである居城もあった惑星で、戦争終結後に伯爵の遺産回収の指揮を担当したクローン・キャプテン。黒いポールドロンを着用していた以外はノーマルなクローントルーパーと同じ装甲服と髪型をしていたウィルコは、一般的なクローンと同様に生真面目な性格と忠誠心、高い判断能力を有していた。
ドゥークーの居城の遺産回収をしていたウィルコは、伯爵の遺産を狙い潜入していたクローンフォース99と戦闘になる。当初、カミーノで死亡したとされていた99部隊の生存を見抜いたウィルコは迅速な判断と的確な指揮能力で彼らの行動を読み、対策を講じた。ウィルコが仕掛けた策によりバッドバッチは当初の計画や脱出プランを次々に阻止され、ウィルコは最終的に彼らを逃してしまうが遺産のすべてを守りきることに成功した。
その後、99部隊の始末が失敗に終わっていたことを公にしたくないランパード中将がウィルコに彼の提出した報告書の改ざんを命じるが、ウィルコは改竄などの不正行為の一切を拒否した。ランパードは自身の失策の露見を阻止するため、不意打ちでクローン・キャプテンを射殺し、記録を改ざんした。

### バートンIV前哨基地駐留部隊
メーデー（Mayday）
帝国樹立後、ストーム・トルーパー部隊に配置転換されるまでの1年の間、氷の惑星バートンIV前哨基地である貨物を防衛していたクローン・コマンダー。
コマンダー・メーデー率いるクローン部隊は帝国からろくな支援も得られずに極寒の惑星で詳細も明かされない貨物を盗賊団から死守し続けた。その過酷な環境下で部下たちは次々に戦死。帝国軍将校のノーラン大尉とクローン・コマンドー・クロスヘアーが増援に来た時点で、基地での生存者はメーデーと彼の部下であるヘックスとヴィーチのみであった。
帝国樹立から1年後。彼らが死守していた貨物を受け取りに来たノーラン大尉であったが、その直後に盗賊が襲撃し貨物の一つを奪取。その過程で部下2名も戦死し、生存しているクローン兵はメーデーとクロスヘアーの2名のみとなる。クローンに対して差別的なノーランは階級が上のはずのメーデーに命令し、2名に荷物の奪還を命じた。
メーデーはクロスヘアーと共に盗賊を殲滅。貨物を奪還するが、その中身はストーム・トルーパーの装甲服であった。メーデーは、自分たちクローンの存在意義、「優秀な兵士は命令に従う」ことに対する本当の意味についてわからなくなる。その時、戦闘の余波による雪崩に巻き込まれメーデーは重傷を負うが、クロスヘアーは瀕死のメーデーを救出して前哨基地に帰還する。しかし、メーデーの治療をノーランが拒否したことで彼は見殺しにされた。クロスヘアーは帝国のクローンに対する扱いに疑問を抱き、その場でノーラン大尉を射殺。メーデーの仇を討った。

### ストーム・トルーパー / 帝国軍人
クローン軍解体後に帝国に従事したクローンは数少なく、銀河内乱の時代にはクローンは全員退役して軍内でその姿を見かけることはないと言われるような存在となっていた。しかし、銀河内乱の時代にも帝国軍に残っていたクローンも僅かに確認されている。
クレスト(Crest)
銀河帝国軍に所属するストーム・トルーパーの軍曹。クローン大戦でも活躍したクローンである彼はクローン戦争終結から5年、クローン軍が解体された後も帝国軍でストーム・トルーパーとして従軍していた。
ダース・ヴェイダー率いるトルーパー小隊の指揮官であったクレストはヴェイダーやモフ・ターキンと共に惑星マーカナの調査任務に同行した。失態をみせることの多かったクレストはそのたびにヴェイダーから「現役任務ができないほど古ぼけたのか」と叱られていたが、最終的にヴェイダーは彼を切り捨てずにそばに置いていた。そして、クレストが任務に成功した際、ヴェイダーは彼を中尉に昇格させた。
トレント(Torrent/TX-828)
銀河内乱（エピソード4以降）の際にも帝国軍に従軍していたクローン・トルーパーの軍曹。クローン戦争が終結し銀河帝国が樹立した後もストーム・トルーパーとして帝国に仕えていた。帝国保安局のアレシア・ベック中佐の下に配属された彼の部隊は、反乱同盟軍との戦いに従事することになる。
トレントの率いるストーム・トルーパー小隊は彼以外は一般的な人間で構成されていたが、彼は自身の部隊にクローン軍団独自の規律や戦闘技術を教示していた。その結果、賞金稼ぎの集団を数秒で殲滅させたほか、ハン・ソロ、チューバッカを拘束するなど、功績をあげることになる。また、トレント個人もクローン特有の成長加速により加齢を重ねた体ながら、賞金稼ぎ2人を瞬時に射殺するなど高い戦闘技能をみせ、上官のベック中佐はこのクローンの指揮官を高く評価した。
なお、この時代にはすでにクローンの殆どは帝国軍に従事しておらず、ベック中佐も、トレントが初めて顔を見せた際に、彼の正体がクローンだと知って驚いていた。
コントレイル(Contrail/CT-4981)
クローン大戦時代、クローン宇宙軍のシャドウ中隊に所属したクローン・パイロット。コールサインは「シャドウ11」。大戦当時はアナキン・スカイウォーカー将軍の指揮下で多くの任務をこなし、独立星系連合の最新兵器「マレヴォランス」からカリーダ・ショールズ医療センターの壊滅を阻止する任務にて敵艦の破壊に貢献した。
帝国樹立後、コントレイルは帝国軍でパイロットを続けたが、終戦から2年後、上官の命令に逆らい暴力をふるったことで、コントレイルはエリート職である帝国軍パイロットから一般のストームトルーパーに降格させられた。それから長年、ストーム・トルーパーとして従軍したコントレイルは、ヤヴィンの戦いから3年後、反乱軍の破壊工作から生き延びたダース・ヴェイダーを偶然にも救出する。コントレイルはヴェイダーを連れて部隊に合流しようとするが、敵が負傷したダース・ヴェイダーを殺害するために襲撃した際に、ヴェイダーを庇い撃たれてしまう。コントレイルがかつての「シャドウ11」だと気が付いたヴェイダーは、負傷したコントレイルのヘルメットを取り、彼の眼を見てコントレイルのこれまでの活躍を称賛し、彼を看取る。その後、ヴェイダーは襲撃してきた敵を殲滅した。
ラサール（Lassar）
クローン戦争中に従軍していたクローン兵。ジョーガンの愛称でも親しまれていた。帝国樹立後はその能力を買われ帝国アカデミーの教官となる。
ラサールは帝国の新たな兵士となったストーム・トルーパーに対して快く思っておらず、教え子に対して無理難題や暴力を振るう冷酷な教官として知られていた。

### 純粋な遺伝子を持つクローン・トルーパー
クローン・トルーパーの中には遺伝子操作が行われていないジャンゴ・フェットのクローンが2体存在した。1体は『アルファ』、もう一体は『オメガ』と名付けられた。
ボバ・フェット
クローン・トルーパーではないが、彼らと同じジャンゴ・フェットのクローンである。個体名は『アルファ』。クローン・トルーパーと異なり、成長促進などの遺伝調整は一切行われておらず、ジャンゴの「息子」として様々な戦闘技術を伝授された。「父親」ジャンゴの死後、父を殺したジェダイ・マスター、メイス・ウィンドゥへの復讐を誓い、訓練段階のクローンに潜入し訓練を積む。そして復讐の機会が訪れるも失敗し、一時は刑務所に収監されていた。その後、脱走に成功し子供の身ながら賞金稼ぎとして独立。やがて生前のジャンゴにも匹敵する、銀河系有数の賞金稼ぎとなる。父と同じ顔をしているクローンたちには複雑な感情を持っており、ある事件でクローン・トルーパーと戦闘になったとき、ボバは最後までクローンを殺すことができなかった。また、彼にはクローンの兄弟となる妹『オメガ』が存在する。
オメガ
ボバと同じく遺伝子操作が行われていないジャンゴの純粋なクローンだが、性別は女性。カミーノでナラ・セの医療アシスタントをしており、クローン・フォース99の製造にも立ち会う。帝国樹立後、クローン・フォース99が帝国から脱走する際に一緒に同行する。戦闘経験はなかったが、潜在的能力は高く、射撃技術も並外れている。また、「指揮官」としての高い能力を持っており、その頭脳でバッド・バッチの危機を救うこともあった。

## 備考
- クローン・トルーパーは全てCGで作られたため、彼等の着ている等身大の装甲服や銃などの装備は1つも製作されていない。
- ジョージ・ルーカス監督は『エピソード2』でのクローン・トルーパーの戦闘時の動きに不満をもっており、『エピソード3』ではNavy SEALsの元隊員の動きをベースにしてCGで劇中のクローン・トルーパーの動作を作成した。その結果、作中でのクローン・トルーパー達の動作は非常に軍人らしいものになり、実在の兵士の動きと大差ないものになった。
- 一部のクローントルーパーの行動として「ヘルメットで視野が狭くなった結果、頭をぶつけることがある」というのが有名である。これは先に撮影された『エピソード4』のシーンでストーム・トルーパーが扉に頭をぶつけるシーンに由来するが、クローントルーパーの元になったジャンゴも『エピソード2』で同じことをするため「遺伝子コピーの際に一緒にコピーされた不具合」というのが『エピソード2』のオーディオコメンタリーで語られている。後に、ストーム・トルーパーは一般的に通常の人間で構成され、クローンではないことが正式な設定となるが、ごく僅かにクローンが兵士として帝国軍に所属し続けていたことも同じく語られており、『エピソード4』の該当兵士もクローンである可能性が示唆されていた。しかし、カノン（正史）に属する小説集『ある視点から見た物語』（原題:From a Certain Point of View）にて、このトルーパーが非クローンの人間であることや頭をぶつけた本当の理由が語られており、カノンにおいてはクローン説は正式に否定された。